# Eleições autárquicas portuguesas de 2009
As eleições autárquicas portuguesas de 2009 foram realizadas em 11 de outubro. Estava em disputa a eleição de 308 presidentes de câmaras municipais, os seus vereadores e membros das assembleias municipais e 4 141 presidentes de juntas de freguesia e as respetivas assembleias.

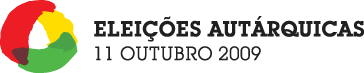
Logótipo oficial da eleição.

O Partido Social Democrata (PPD/PSD) era até àquela data o maior partido autárquico detendo a presidência de 157 câmaras, contra 110 do Partido Socialista (PS). Um pouco distante ficou a CDU – Coligação Democrática Unitária (PCP–PEV), coligação formada pelo Partido Comunista Português (PCP) e pelo Partido Ecologista "Os Verdes" (PEV), com 32 presidências de câmara. O CDS – Partido Popular (CDS–PP) com Daniel Campelo em Ponte de Lima e o Bloco de Esquerda (B.E.) em Salvaterra de Magos obtiveram uma câmara cada. As restantes sete foram vencidas por três independentes polémico: Fátima Felgueiras (Felgueiras), Valentim Loureiro (Gondomar) e Isaltino Morais (Oeiras), os dois últimos reeleitos, e ainda José Manuel de Carvalho Marques (Sabrosa),  Luís Azevedo (Alcanena), Alfredo Barroso (Redondo) e João Paulo de Almeida Lança Trindade (Alvito).
Após as eleições, o PPD/PSD continuou a reclamar o título de maior partido autárquico detendo a presidência de 139 câmaras contra 132 do PS. A CDU baixou em quatro o número de câmaras, ficando com 28. O CDS–PP com Victor Manuel Alves Mendes em Ponte de Lima e o B.E. com Ana Ribeiro em Salvaterra de Magos mantiveram as câmaras que já detinham.
Nas quatro câmaras mais populosas os seus antigos detentores foram reeleitos, todos com maioria absoluta. Lisboa do PS com António Costa (44%), e as restantes do PPD/PSD, Sintra com Fernando Seara (42,3%), Porto com Rui Rio (47,5%) e Vila Nova de Gaia com Luís Filipe Menezes (62%).
As listas de grupos de cidadãos (independentes), venceram em sete câmaras. Para além dos polémicos Valentim Loureiro (Gondomar) e Isaltino Morais (Oeiras) que foram reeleitos, foram de novo eleitos Alfredo Barroso (Redondo, Évora), José Lopes Gonçalves Barbosa (Amares, Braga) anteriormente eleito nas listas do PS e Manuel Carvalho (Sines, Setúbal), dissidente da CDU. Venceram ainda as suas câmaras, João Maria Aranha Grilo (Alandroal) e Luís Mourinha (Estremoz) ambos no distrito de Évora.
Fátima Felgueiras (Felgueiras, Porto), contra todas as previsões, não foi reeleita, recusando de imediato o cargo de vereadora a que teria direito por ser cabeça de lista da segunda força mais votada.

## Candidatos
Os partidos, coligações e grupos de cidadãos que concorreram às eleições autárquicas portuguesas de 2009 foram os seguintes, listados por ordem alfabética:

## Partidos, coligações e grupos de cidadãos candidatos

### Partidos
| Sigla | Sigla     | Partido/Coligação permanente                    |
| ----- | --------- | ----------------------------------------------- |
|       | B.E.      | Bloco de Esquerda                               |
|       | CDS–PP    | CDS – Partido Popular                           |
|       | MEP       | Movimento Esperança Portugal                    |
|       | MMS       | Movimento Mérito e Sociedade                    |
|       | MPT       | Partido da Terra                                |
|       | PCP–PEV   | CDU – Coligação Democrática Unitária            |
|       | PCTP/MRPP | Partido Comunista dos Trabalhadores Portugueses |
|       | PND       | Nova Democracia                                 |
|       | P.N.R.    | Partido Nacional Renovador                      |
|       | PPD/PSD   | Partido Social Democrata                        |
|       | PPM       | Partido Popular Monárquico                      |
|       | PS        | Partido Socialista                              |
|       | PTP       | Partido Trabalhista Português                   |

### Coligações
| Sigla | Sigla                  | Coligação ad hoc                                                                                     | Autarquias |
| ----- | ---------------------- | --- | --- |
|       | CDS–PP.MPT             | Coligação CDS – Partido Popular–Partido da Terra                                                     | Em dois municípios: - Esposende (Sangue Novo pela Nossa Terra), apenas nas assembleias de freguesia de Fão e Fonte Boa. - Ferreira do Zêzere (Ferreira Primeiro), na Câmara Municipal, Assembleia Municipal e nas assembleia de freguesia de Areias e Ferreira do Zêzere. |
|       | CDS–PP.PPM             | Coligação CDS – Partido Popular–Partido Popular Monárquico                                           | Em dois municípios: - Arronches (Juntos por Arronches), apenas na Câmara Municipal; - Fornos de Algodres (Juntos por Fornos), na Câmara Municipal, Assembleia Municipal e na assembleia de freguesia de Figueiró da Granja. |
|       | PPD/PSD.CDS–PP         | Coligação Partido Social Democrata–CDS – Partido Popular                                             | Em 57 municípios, 53 dos quais em todos os órgãos autárquicos: - Alcanena (Unidos pelo Futuro); - Alfândega da Fé (Juntos por Alfândega); - Alijó (Todos Somos Alijó); - Aljustrel (Aljustrel Terra Mineira), apenas na Câmara Municipal; - Almeida (Pela Nossa Terra); - Alpiarça (Juntos por Alpiarça); - Arraiolos (Arraiolos Primeiro); - Aveiro (Juntos por Aveiro); - Cabeceiras de Basto (Pela Nossa Terra); - Carrazeda de Ansiães (Juntos por Carrazeda); - Cascais (Viva Cascais); - Castro Verde (Juntos pelo Futuro); - Celorico da Beira (Celorico Merece Melhor); - Chamusca (Mais e Melhor); - Elvas (MUDE – Mudança para Desenvolver Elvas); - Estarreja (O Melhor Caminho); - Fafe (Juntos por Fafe); - Felgueiras (Nova Esperança); - Freixo de Espada à Cinta (Juntos por Freixo); - Gondomar (Gondomar em Boas Mãos); - Guimarães, apenas nas assembleias de freguesia de Donim (Pela Nossa Freguesia), Gominhães (Pela Nossa Freguesia), Leitões (Pela Nossa Freguesia), Ponte (Aliança por Ponte); Airão (Santa Maria) (Pela Nossa Freguesia), Selho (São Lourenço) (Unidos pela Mudança), São Paio (Por S. Paio) e Sande (Vila Nova) (Mais Vila Nova de Sande); - Lagos (Por Lagos, Com Todos!); - Lamego (Todos Juntos por Lamego), apenas nas assembleias de freguesia de Almacave, Britiande, Cambres, Cepões, Ferreirim, Ferreiros de Avões, Figueira, Lalim, Lazarim, Magueija, Penajoia, Penude, Sande, Sé, Valdigem, Várzea de Abrunhais e Vila Nova de Souto d'El-Rei; - Lousada (Lousada Viva); - Macedo de Cavaleiros (Por Macedo); - Matosinhos (Matosinhos Merece Melhor); - Miranda do Corvo (Sempre Mais e Melhor); - Moimenta da Beira (Unidos pelo Futuro); - Montalegre (Amar Montalegre); - Montemor-o-Velho (Montemor, Sempre); - Montijo (Mudar é Agora); - Mourão (Ganhar o Futuro); - Nelas (Todos Juntos pelo Concelho de Nelas); - Odemira (Odemira no Bom Caminho); - Ovar (Mudança Positiva); - Penafiel (Penafiel Quer); - Penalva do Castelo (Juntos por Penalva do Castelo); - Ponte de Sor (Por um Concelho com Futuro); - Porto (O Porto em Primeiro); - Praia da Vitória, apenas na assembleia de freguesia de Porto Martins (Unir o Porto Martins); - Reguengos de Monsaraz (Aliança para Mudar); - Ribeira de Pena (Por Ribeira de Pena Sempre); - Rio Maior (Juntos pelo Futuro); - Sabrosa (Unidos por Sabrosa); - Seia (Sim a Seia); - Sobral de Monte Agraço (Juntos pela Nossa Terra); - Tábua (Por Tábua, Juntos Conseguimos); - Torre de Moncorvo (Por Moncorvo – Sempre); - Torres Vedras (Primeiro as Pessoas); - Valongo (A Vitória de Todos); - Viana do Castelo (Juntos por Viana); - Vieira do Minho (Unidos por Vieira); - Vila do Conde (Adoro Vila do Conde); - Vila Nova da Barquinha (Juntos por Vila Nova da Barquinha); - Vila Nova de Famalicão (Mais Ação, Mais Famalicão); - Vila Nova de Gaia (Gaia na Frente); - Vizela (Por Vizela). |
|       | PPD/PSD.CDS–PP.MPT     | Coligação Partido Social Democrata–CDS – Partido Popular–Partido da Terra                            | Em Penamacor (Todos por Penamacor), em todos os órgãos autárquicos. |
|       | PPS/PSD.CDS–PP.MPT.PPM | Coligação Partido Social Democrata–CDS – Partido Popular–Partido da Terra–Partido Popular Monárquico | Em seis municípios, em todos os órgãos autárquicos: - Azambuja (Pelo Futuro da Nossa Terra); - Lisboa (Lisboa com Sentido); - Faro (Faro Está Primeiro); - Odivelas (Em Odivelas Primeiro as Pessoas); - Olhão (Em Olhão, Nós Acreditamos); - Vila Franca de Xira (Novo Rumo). |
|       | PPS/PSD.CDS–PP.PPM     | Coligação Partido Social Democrata–CDS – Partido Popular–Partido Popular Monárquico                  | Em seis municípios, quatro dos quais em todos os órgãos autárquicos: - Amadora (Amadora Tem Futuro); - Arouca (Aliança Democrática), apenas nas assembleias de freguesia de Burgo, Rossas e Várzea; - Alvito (Mudança Sólida); - Braga (Juntos por Braga); - Coimbra (Por Coimbra); - Oeiras (Mais Oeiras). |
|       | PPS/PSD.CDS–PP.PPM.MPT | Coligação Partido Social Democrata–CDS – Partido Popular–Partido Popular Monárquico–Partido da Terra | Em dois municípios, em todos os órgãos autárquicos: - Alenquer (Pela Nossa Terra); - Sintra (Mais Sintra). |

### Grupos de cidadãos eleitores (apenas câmaras municipais)
Concorreram ainda às câmaras municipais 54 listas de grupos de cidadãos, das quais se listam por ordem alfabética, alguns dos seus cabeças de lista, por alguma ou algumas das razões a seguir indicadas: presidentes em exercício; antigos presidentes; aparecerem em sondagens; dissidentes;  controversos; mediáticos; terem vindo a ser eleitos.
- Alfredo Falamino Barroso (reeleito) – Grupo de cidadãos III – Redondo, Évora.
- Avelino Ferreira Torres – Grupo de cidadãos XII – Marco de Canaveses, Porto.
- Fátima Felgueiras – Grupo de cidadãos XVI – Felgueiras, Porto.
- Filipe Sousa – Grupo de cidadãos I – Santa Cruz, Madeira.
- Isaltino Morais (reeleito) – Grupo de cidadãos I – Oeiras, Lisboa.
- João Maria Aranha Grilo (eleito) – Grupo de cidadãos XIV – Alandroal, Évora.
- José Lopes Gonçalves Barbosa (reeleito) – Grupo de cidadãos I – Amares, Braga.
- José Pedrosa – Grupo de cidadãos III – Alcobaça, Leiria.
- José Vitorino – Grupo de cidadãos I – Faro.
- Luis Mourinha (eleito) – Grupo de cidadãos II – Estremoz, Évora.
- Maria José Azevedo – Grupo de cidadãos XIX – Valongo, Porto.
- Manuel Coelho Carvalho (reeleito) – Grupo de cidadãos V – Sines - Setúbal.
- Narciso Miranda – Grupo de cidadãos I – Matosinhos, Porto.
- Valentim Loureiro (reeleito) – Grupo de cidadãos XIII – Gondomar, Porto.

Os grupos de cidadãos candidatos a câmaras municipais foram os seguintes:
| Município            | Sigla  | Nome                                                  |
| -------------------- | ------ | ----------------------------------------------------- |
| Abrantes             | ICA    | Independentes pelo Concelho de Abrantes               |
| Alandroal            | MUDA   | Movimento Unidade Desenvolvimento de Alandroal        |
| Alcanena             | ICA    | Independentes pelo Concelho de Alcanena               |
| Alcobaça             | mcia   | Movimento Cívico Independente de Alcobaça             |
| Almeirim             | MICA   | Movimento Independente Concelho de Almeirim           |
| Alter do Chão        | MICA   | Movimento Independente do Concelho de Alter           |
| Amadora              | MICA   | Movimento de Intervenção e Cidadania pela Amadora     |
| Amadora              | cipa   | Cidadãos Independentes por Amadora                    |
| Amares               | AP     | José Barbosa – Amares Primeiro                        |
| Arganil              | A.C.F. | Por Arganil, Concelho com Futuro                      |
| Arouca               | UPA    | Lista Independente – Victor Brandão Unidos por Arouca |
| Beja                 | F.A.I. | Força Autárquica Independente                         |
| Bragança             | msp    | Movimento Sempre Presente                             |
| Campo Maior          | antcm  | A Nossa Terra, Campo Maior                            |
| Carrazeda de Ansiães | C.P.   | Carrazeda Primeiro                                    |
| Castelo de Vide      | ti     | Transformação Independente                            |
| Castro Daire         | M.I.C. | Movimento Independente Castrense                      |
| Celorico da Beira    | MAJUSP | Movimento de Apoio a Júlio Sanches Presidente         |
| Coimbra              | ppas   | Pina Prata Agora Sim                                  |
| Coruche              | MIC    | Movimento Independente Cidadãos por Coruche           |
| Estremoz             | MIETZ  | Movimento Independente por Estremoz                   |
| Fafe                 | IPF    | Independentes por Fafe                                |
| Faro                 | CFC    | Vitorino – Com Faro no Coração                        |
| Felgueiras           | msp    | Movimento Sempre Presente                             |
| Figueira da Foz      | f100%  | Figueira 100%                                         |
| Fronteira            | MIC    | Movimento Independente do Concelho de Fronteira       |
| Golegã               | GIGA   | Grupo Independente Golegã e Azinhaga                  |
| Gondomar             | vlgc   | Valentim Loureiro – Gondomar no Coração               |
| Lamego               | MIL    | Movimento Independente – Mais Lamego                  |
| Marco de Canaveses   | MARCO  | Confiante com Ferreira Torres                         |
| Marco de Canaveses   | MDVNS  | Marco de Verdade Norberto Soares                      |
| Marinha Grande       | MCI    | Movimento Cívico Independente                         |
| Marvão               | jpm    | Juntos por Marvão                                     |
| Marvão               | mpm    | Movimento por Marvão                                  |
| Matosinhos           | nmms   | Narciso Miranda Matosinhos Sempre                     |
| Mértola              | MIM    | Movimento Independente Mértola                        |
| Mira                 | MAR    | Movimento Autárquico Renovação                        |
| Monção               | iv     | Independência e Verdade                               |
| Mourão               | –      | Cidadãos Independentes pelo Concelho de Mourão        |
| Nazaré               | mon    | Movimento Obviamente Nazaré                           |
| Oeiras               | iomaf  | Isaltino – Oeiras Mais à Frente                       |
| Oliveira do Hospital | OHS    | Oliveira do Hospital Sempre                           |
| Redondo              | MICRE  | Movimento Independente do Concelho de Redondo         |
| Rio Maior            | MIC-RM | Movimento Independente do Concelho de Rio Maior       |
| Santa Cruz           | jpp    | Juntos pelo Povo                                      |
| Sesimbra             | AMCS   | Associação Movimento Cívico por Sesimbra              |
| Sever do Vouga       | ISLV   | Independentes Sever Livre Vencerá                     |
| Sines                | sim    | Sines Interessa Mais                                  |
| Tomar                | ipt    | Independentes por Tomar                               |
| Tomar                | tpl    | Tomar em Primeiro Lugar                               |
| Vagos                | vp     | Vamos Primeiro                                        |
| Valongo              | tttss  | Tino, Temos Terra – Somos Semente                     |
| Valongo              | cdm    | Coragem de Mudar                                      |
| Vila do Bispo        | M.D.I. | Movimento Democrático Independente                    |

## Dados
- 308 – número de câmaras municipais em Portugal continental e ilhas.[2]
- 279 – número de presidentes de câmara que se recandidatavam (90%).[4]
- 188 – número de presidentes de câmara que se candidatavam a um último mandato (61%).[4]
- Os quatro municípios mais populosos eram por ordem decrescente: Lisboa, Sintra, Vila Nova de Gaia e Porto.[2]
- O município com maior número de freguesias era Barcelos (89).[2]
- Havia seis municípios com uma única freguesia: Alpiarça, Barrancos, Corvo, Porto Santo, São Brás de Alportel e São João da Madeira.[2]
- Um único município, Corvo, não elegia quaisquer órgãos de freguesia por ser o titular das suas competências genéricas.[5]
- A mais idosa candidata foi Teresa Santos Lopes. Tem 97 anos e foi candidata à junta de freguesia de Vila Franca da Beira, em Oliveira do Hospital.[6]
- Havia 118 freguesias com 150 ou menos eleitores recenseados, cuja votação para a assembleia de freguesia foi feita pelo plenário dos eleitores, e que não estavam concretamente regulados, pelo que houve casos em que a eleição foi feita por votação de braço no ar.[7]
- A freguesia com menos eleitores inscritos (33) era São Bento de Ana Loura, Estremoz, Évora.[8]

## Algumas sondagens por município

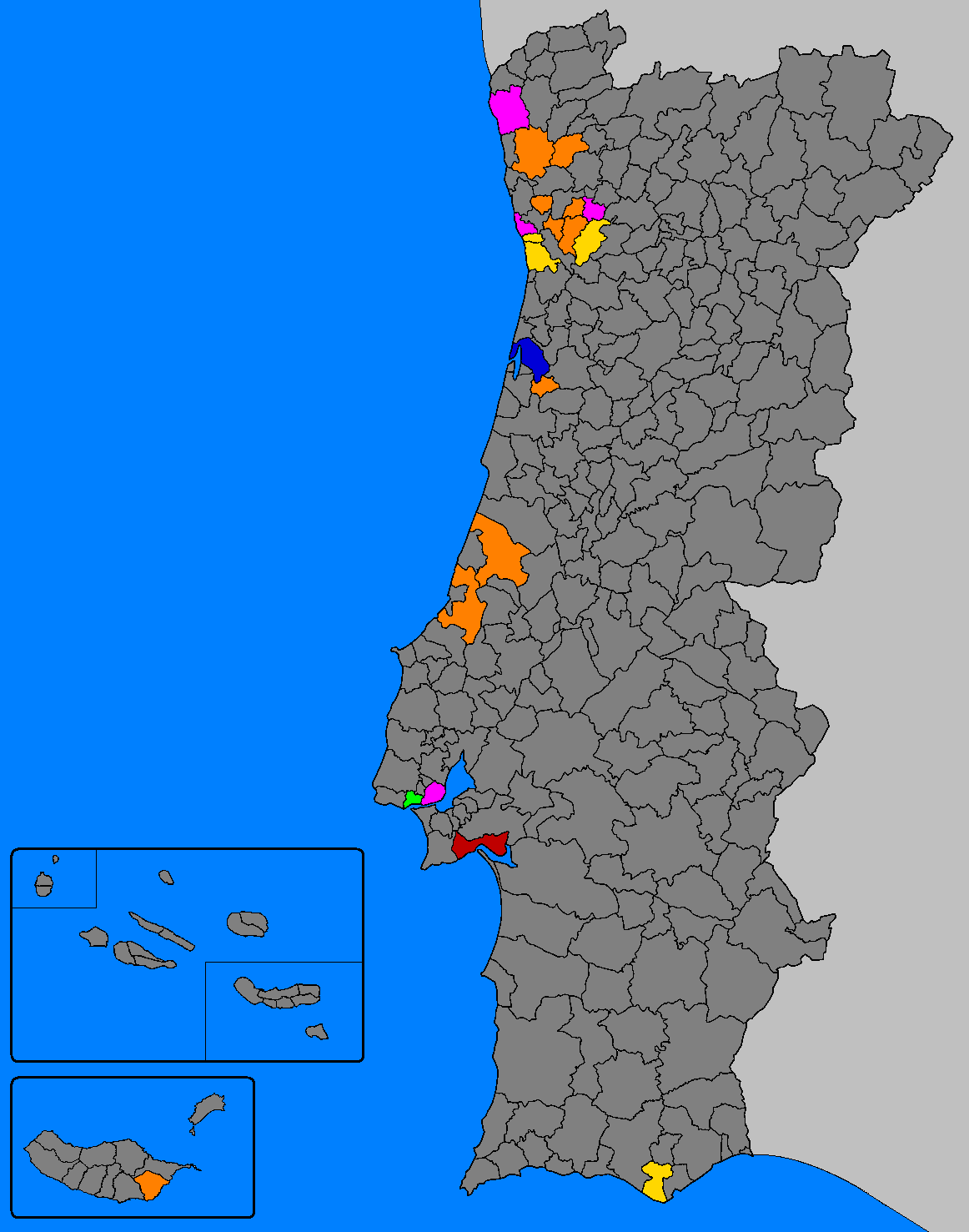
Intenções de voto por município, segundo as sondagens.

Foram realizadas diversas sondagens de opinião sobre a intenção de voto dos portugueses antes das eleições, com os seguintes resultados:
| Município          | Previsão                                                            | Resultado                                      |
| ------------------ | ------------------------------------------------------------------- | ---------------------------------------------- |
| Alcobaça           | Nova vitória do PSD, apesar da quebra na votação.                   | Previsto.                                      |
| Aveiro             | Descida do PPD/PSD.CDS–PP para uma vantagem de apenas 1% sobre o PS | Vitória do PPD/PSD.CDS–PP com 20% de vantagem. |
| Barcelos           | Vitória do PPD/PSD com 11% de vantagem.                             | Vitória do PS.                                 |
| Braga              | Vitória de Francisco Mesquita Machado.                              | Previsto.                                      |
| Faro               | Vitória de Macário Correia.                                         | Previsto.                                      |
| Leiria             | Vitória de Isabel Damasceno (PPD/PSD).                              | Vitória do PS.                                 |
| Lisboa             | Vitória de António Costa (PS).                                      | Previsto.                                      |
| Lousada            | Vitória de Jorge Magalhães (PS).                                    | Previsto.                                      |
| Matosinhos         | Vitória de Guilherme Pinto (PS).                                    | Previsto.                                      |
| Oeiras             | Vitória de Isaltino Morais (independente).                          | Previsto.                                      |
| Oliveira do Bairro | Vitória do PPD/PSD.                                                 | Previsto.                                      |
| Paços de Ferreira  | Vitória do PPD/PSD.                                                 | Previsto.                                      |
| Paredes            | Vitória do PPD/PSD.                                                 | Previsto.                                      |
| Penafiel           | Vitória do PPD/PSD.CDS–PP                                           | Previsto.                                      |
| Porto              | Vitória do PPD/PSD.                                                 | Prevista.                                      |
| Santa Cruz         | Vitória do PPD/PSD.                                                 | Previsto.                                      |
| Setúbal            | Vitória do PCP–PEV.                                                 | Previsto.                                      |
| Trofa              | Vitória do PPD/PSD.                                                 | Vitória do PS.                                 |
| Valongo            | Vitória do PPD/PSD.CDS–PP                                           | Previsto.                                      |
| Viana do Castelo   | Vitória do PS.                                                      | Previsto.                                      |
| Vila Nova de Gaia  | Vitória do PPD/PSD.CDS–PP                                           | Previsto.                                      |

O candidato Pedro Santana Lopes reclamou, na noite das eleições, o tratamento desvantajoso que considerava ter tido da parte das empresas de sondagens, em particular do CESOP/Universidade Católica. "Não está em causa menos respeito pela vitória de quem ganha, mas é uma vergonha para a democracia portuguesa que na mesma semana de eleições, no próprio dia das eleições, a três horas da contagem dos votos, se deem doze por cento" de vantagem à candidatura socialista, que acabou por ganhar com uma vantagem de cerca de 4,5 por cento. Acrescentou, "Nunca se enganam a nosso favor".

## Afluência
Até as 12h00 tinham votado 21,23% do total de eleitores, valor idêntico ao das eleições autárquicas de 2005 (21,35%), ano em que o valor da abstenção se acabou por cifrar em 39,08%. As 16h00 a taxa de afluência tinha subido para 45,3%, estando no entanto três pontos abaixo da taxa das eleições autárquicas de 2005 (48%). Dado o aumento do número de eleitores de 2005 para 2009 em cerca de 500 mil, significa que terão votado até as 16h00 somente menos 9 000 eleitores que à mesma hora das eleições de 2005.
No final, a abstenção cifrou-se em 41%, dois pontos acima das anteriores de 2005 (39%).

## Mapa

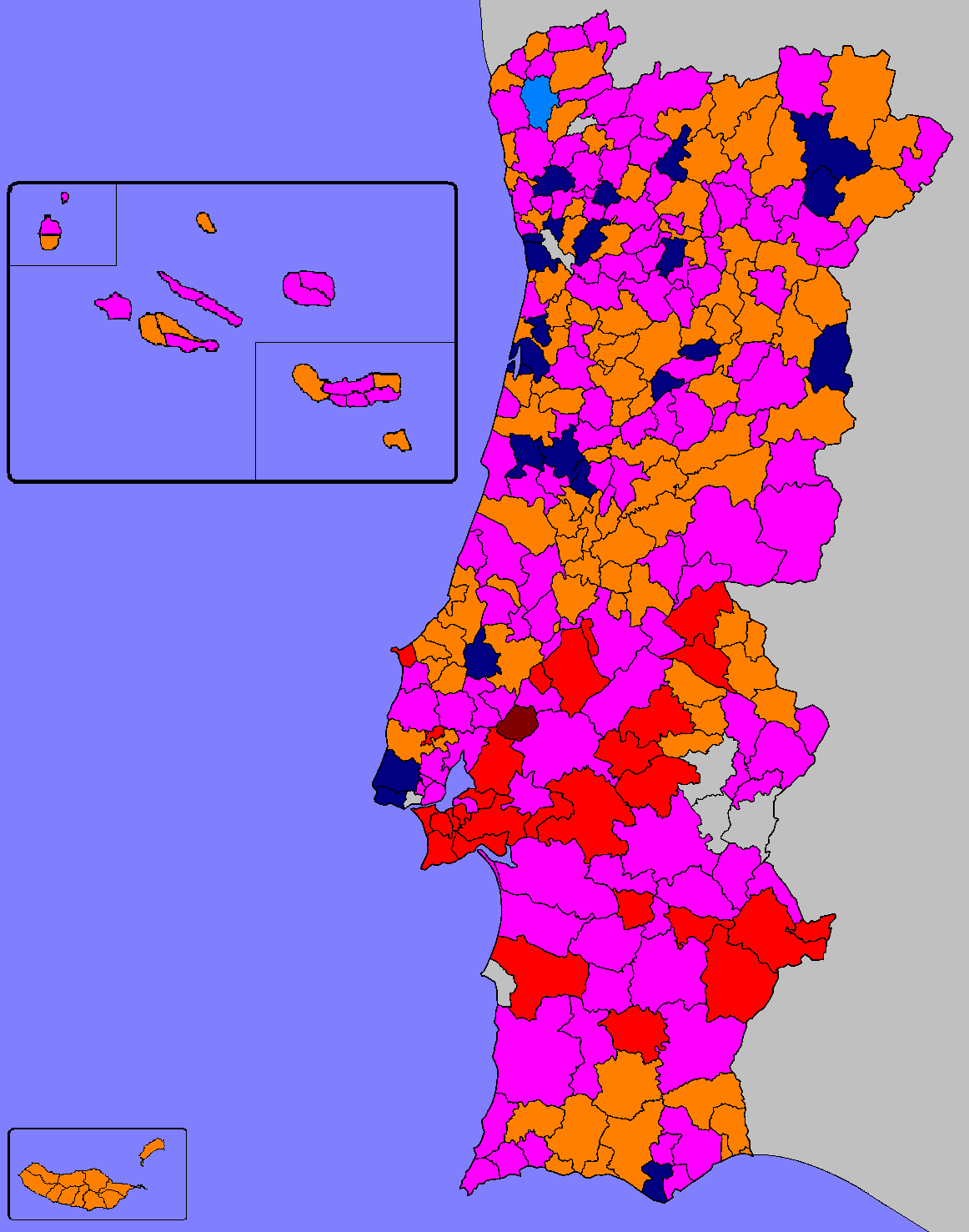
Partido mais votado por concelho (câmara municipal). Legenda: Rosa – PS; Laranja – PPD/PSD; Vermelho – PCP–PEV; Azul escuro: PPD/PSD.CDS–PP, PPD/PSD.CDS–PP.PPM e PPD/PSD.CDS–PP.PPM.MPT; Cinzento – Grupos de cidadãos eleitores; Azul claro – CDS–PP; Castanho – B.E.

## Resultados nacionais

### Câmaras e vereadores municipais
| Partido                 | Partido | Votos     | %               | +/-     | Presidentes | +/-     | Vereadores    | +/-     |
| ----------------------- | --- | --------- | --------------- | ------- | ----------- | ------- | ------------- | ------- |
|                         | Partido Socialista | 2 084 382 | 37,67 / 100,00  | 1,83    | 132 / 308   | 23      | 921 / 2 078   | 69      |
|                         | Partido Social Democrata | 1 270 137 | 22,95 / 100,00  | 5,32    | 117 / 308   | 21      | 666 / 2 078   | 77      |
|                         | Coligações Partido Social Democrata–CDS – Partido Popular, Partido Social Democrata–CDS – Partido Popular–Partido Popular Monárquico, Partido Social Democrata–CDS – Partido Popular–Partido da Terra e Partido Social Democrata–CDS – Partido Popular–Partido Popular Monárquico–Partido da Terra | 872 429   | 15,76 / 100,00  | 4,14    | 22 / 308    | 2       | 207 / 2 078   | 41      |
|                         | CDU – Coligação Democrática Unitária | 539 694   | 9,75 / 100,00   | 1,21    | 28 / 308    | 4       | 174 / 2 078   | 29      |
|                         | Grupos de cidadãos eleitores | 225 379   | 4,07 / 100,00   | 1,60    | 7 / 308     | Estável | 67 / 2 078    | 22      |
|                         | CDS – Partido Popular | 171 049   | 3,09 / 100,00   | 0,02    | 1 / 308     | Estável | 31 / 2 078    | 1       |
|                         | Bloco de Esquerda | 167 101   | 3,02 / 100,00   | 0,07    | 1 / 308     | Estável | 9 / 2 078     | 2       |
|                         | Partido Comunista dos Trabalhadores Portugueses | 14 275    | 0,26 / 100,00   | 0,03    | 0 / 308     | Estável | 0 / 2 078     | Estável |
|                         | Partido da Terra | 11 069    | 0,20 / 100,00   | 0,17    | 0 / 308     | Estável | 2 / 2 078     | 2       |
|                         | Nova Democracia | 6 946     | 0,13 / 100,00   | 0,09    | 0 / 308     | Estável | 1 / 2 078     | 1       |
|                         | Movimento Esperança Portugal | 1 975     | 0,04 / 100,00   | Novo    | 0 / 308     | Novo    | 0 / 2 078     | Novo    |
|                         | Movimento Mérito e Sociedade | 1 569     | 0,03 / 100,00   | Novo    | 0 / 308     | Novo    | 0 / 2 078     | Novo    |
|                         | Partido Popular Monárquico | 1 461     | 0,03 / 100,00   | Estável | 0 / 308     | Estável | 0 / 2 078     | Estável |
|                         | Partido Nacional Renovador | 1 202     | 0,02 / 100,00   | 0,01    | 0 / 308     | Estável | 0 / 2 078     | Estável |
|                         | Partido Trabalhista Português | 732       | 0,01 / 100,00   | Novo    | 0 / 308     | Novo    | 0 / 2 078     | Novo    |
|                         | Coligações CDS – Partido Popular–Partido Popular Monárquico e CDS – Partido Popular–Partido da Terra | 321       | 0,00 / 100,00   | Novo    | 0 / 308     | Novo    | 0 / 2 078     | Novo    |
| Votos inválidos         | Votos inválidos | 164 103   | 2,97 / 100,00   | 1,31    |             |         |               |         |
| Total                   | Total | 5 533 824 | 100,00 / 100,00 |         | 308 / 308   |         | 2 078 / 2 078 | 32      |
| Eleitorado/Participação | Eleitorado/Participação | 9 377 343 | 59,01 / 100,00  | 1,96    |             |         |               |         |
| Fonte                   | Fonte | [ 10 ]    | [ 10 ]          | [ 10 ]  | [ 10 ]      | [ 10 ]  | [ 10 ]        | [ 10 ]  |

### Assembleias municipais
| Partido                 | Partido | Votos     | %               | +/-     | Mandatos      | +/-     |
| ----------------------- | --- | --------- | --------------- | ------- | ------------- | ------- |
|                         | Partido Socialista | 2 028 681 | 36,67 / 100,00  | 0,98    | 2 855 / 6 946 | 61      |
|                         | Partido Social Democrata | 1 226 283 | 22,16 / 100,00  | 4,82    | 2 124 / 6 946 | 292     |
|                         | Coligações Partido Social Democrata–CDS – Partido Popular, Partido Social Democrata–CDS – Partido Popular–Partido Popular Monárquico, Partido Social Democrata–CDS – Partido Popular–Partido da Terra e Partido Social Democrata–CDS – Partido Popular–Partido Popular Monárquico–Partido da Terra | 840 756   | 15,20 / 100,00  | 3,77    | 675 / 6 946   | 156     |
|                         | CDU – Coligação Democrática Unitária | 515 145   | 10,63 / 100,00  | 1,04    | 651 / 6 946   | 71      |
|                         | Bloco de Esquerda | 231 089   | 4,18 / 100,00   | 0,24    | 139 / 6 946   | 25      |
|                         | Grupos de cidadãos eleitores | 204 491   | 3,70 / 100,00   | 1,55    | 224 / 6 946   | 103     |
|                         | CDS – Partido Popular | 195 365   | 3,54 / 100,00   | 0,28    | 253 / 6 946   | 63      |
|                         | Partido da Terra | 11 144    | 0,20 / 100,00   | 0,17    | 14 / 6 946    | 14      |
|                         | Partido Comunista dos Trabalhadores Portugueses | 7 421     | 0,13 / 100,00   | 0,03    | 0 / 6 946     | 1       |
|                         | Nova Democracia | 7 341     | 0,13 / 100,00   | 0,10    | 5 / 6 946     | 4       |
|                         | Movimento Esperança Portugal | 4 898     | 0,09 / 100,00   | Novo    | 0 / 6 946     | Novo    |
|                         | Movimento Mérito e Sociedade | 1 755     | 0,03 / 100,00   | Novo    | 0 / 6 946     | Novo    |
|                         | Partido Nacional Renovador | 1 739     | 0,03 / 100,00   | -       | 0 / 6 946     | -       |
|                         | Partido Popular Monárquico | 1 338     | 0,02 / 100,00   | Estável | 5 / 6 946     | Estável |
|                         | Partido Trabalhista Português | 826       | 0,01 / 100,00   | Novo    | 0 / 6 946     | Novo    |
|                         | Coligações CDS – Partido Popular–Partido Popular Monárquico e CDS – Partido Popular–Partido da Terra | 457       | 0,00 / 100,00   | Novo    | 1 / 6 946     | Novo    |
| Votos inválidos         | Votos inválidos | 180 974   | 3,27 / 100,00   | 1,33    |               |         |
| Total                   | Total | 5 532 839 | 100,00 / 100,00 |         | 6 946 / 6 946 | 251     |
| Eleitorado/Participação | Eleitorado/Participação | 9 337 343 | 59,00 / 100,00  | 1,98    |               |         |
| Fonte                   | Fonte | [ 11 ]    | [ 11 ]          | [ 11 ]  | [ 11 ]        | [ 11 ]  |

### Assembleias de freguesia
| Partido                 | Partido | Votos     | %               | +/-     | Mandatos        | +/-     |
| ----------------------- | --- | --------- | --------------- | ------- | --------------- | ------- |
|                         | Partido Socialista | 2 002 955 | 36,27 / 100,00  | 0,82    | 13 736 / 34 672 | 252     |
|                         | Partido Social Democrata | 1 237 322 | 22,41 / 100,00  | 4,24    | 11 113 / 34 672 | 1 338   |
|                         | Coligações Partido Social Democrata–CDS – Partido Popular, Partido Social Democrata–CDS – Partido Popular–Partido Popular Monárquico, Partido Social Democrata–CDS – Partido Popular–Partido da Terra e Partido Social Democrata–CDS – Partido Popular–Partido Popular Monárquico–Partido da Terra | 830 297   | 15,04 / 100,00  | 3,99    | 3 897 / 34 672  | 1 175   |
|                         | CDU – Coligação Democrática Unitária | 606 004   | 10,97 / 100,00  | 1,01    | 2 266 / 34 672  | 289     |
|                         | Grupos de cidadãos eleitores | 337 613   | 6,12 / 100,00   | 1,55    | 2 673 / 34 672  | 473     |
|                         | Bloco de Esquerda | 163 252   | 2,96 / 100,00   | 0,23    | 235 / 34 672    | 6       |
|                         | CDS – Partido Popular | 128 947   | 2,33 / 100,00   | 0,35    | 693 / 34 672    | 129     |
|                         | Partido da Terra | 8 400     | 0,15 / 100,00   | 0,09    | 47 / 34 672     | 24      |
|                         | Partido Comunista dos Trabalhadores Portugueses | 3 329     | 0,06 / 100,00   | 0,01    | 0 / 34 672      | Estável |
|                         | Movimento Mérito e Sociedade | 1 801     | 0,03 / 100,00   | Novo    | 0 / 34 672      | Novo    |
|                         | Nova Democracia | 1 693     | 0,03 / 100,00   | 0,02    | 3 / 34 672      | 3       |
|                         | Partido Popular Monárquico | 716       | 0,01 / 100,00   | 0,01    | 3 / 34 672      | 3       |
|                         | Coligações CDS – Partido Popular–Partido Popular Monárquico e CDS – Partido Popular–Partido da Terra | 694       | 0,01 / 100,00   | Novo    | 6 / 34 672      | Novo    |
|                         | Partido Trabalhista Português | 346       | 0,01 / 100,00   | Novo    | 0 / 34 672      | Novo    |
|                         | Partido Nacional Renovador | 276       | 0,00 / 100,00   | Estável | 0 / 34 672      | Estável |
| Votos inválidos         | Votos inválidos | 198 715   | 3,59 / 100,00   | 1,11    |                 |         |
| Total                   | Total | 5 522 360 | 100,00 / 100,00 |         | 34 672 / 34 672 | 174     |
| Eleitorado/Participação | Eleitorado/Participação | 9 360 830 | 58,99 / 100,00  | 1,89    |                 |         |
| Fonte                   | Fonte | [ 11 ]    | [ 11 ]          | [ 11 ]  | [ 11 ]          | [ 11 ]  |

## Resultados por distrito ou região autónoma (câmara e vereadores)

### Região Autónoma dos Açores
| Partido                 | Partido                              | Votos   | %               | +/-  | Presidentes | +/-     | Vereadores | +/-     |
| ----------------------- | ------------------------------------ | ------- | --------------- | ---- | ----------- | ------- | ---------- | ------- |
|                         | Partido Socialista                   | 57 914  | 46,93 / 100,00  | 3,10 | 12 / 19     | 4       | 58 / 109   | 6       |
|                         | Partido Social Democrata             | 53 911  | 43,69 / 100,00  | 3,80 | 7 / 19      | 4       | 50 / 109   | 1       |
|                         | CDS – Partido Popular                | 5 143   | 4,17 / 100,00   | 2,43 | 0 / 19      | Estável | 1 / 109    | 1       |
|                         | CDU – Coligação Democrática Unitária | 2 115   | 1,71 / 100,00   | 1,20 | 0 / 19      | Estável | 0 / 109    | 2       |
|                         | Bloco de Esquerda                    | 1 605   | 1,30 / 100,00   | 0,31 | 0 / 19      | Estável | 0 / 109    | Estável |
| Votos inválidos         | Votos inválidos                      | 2 713   | 2,20 / 100,00   | 0,32 |             |         |            |         |
| Total                   | Total                                | 123 401 | 100,00 / 100,00 |      | 19 / 19     |         | 109 / 109  |         |
| Eleitorado/Participação | Eleitorado/Participação              | 217 403 | 56,76 / 100,00  | 1,44 |             |         |            |         |

### Distrito de Aveiro
| Partido                 | Partido                                                  | Votos   | %               | +/-  | Presidentes | +/-     | Vereadores | +/-     |
| ----------------------- | -------------------------------------------------------- | ------- | --------------- | ---- | ----------- | ------- | ---------- | ------- |
|                         | Partido Social Democrata                                 | 142 951 | 36,47 / 100,00  | 1,27 | 11 / 19     | Estável | 62 / 139   | 2       |
|                         | Partido Socialista                                       | 142 188 | 36,27 / 100,00  | 2,04 | 6 / 19      | Estável | 52 / 139   | 3       |
|                         | Coligação Partido Social Democrata–CDS – Partido Popular | 37 738  | 9,63 / 100,00   | 0,45 | 2 / 19      | Estável | 14 / 139   | 1       |
|                         | CDS – Partido Popular                                    | 28 107  | 7,17 / 100,00   | 0,45 | 0 / 19      | Estável | 7 / 139    | 2       |
|                         | CDU – Coligação Democrática Unitária                     | 12 097  | 3,09 / 100,00   | 0,69 | 0 / 19      | Estável | 0 / 139    |         |
|                         | Bloco de Esquerda                                        | 9 610   | 2,45 / 100,00   | 0,92 | 0 / 19      | Estável | 0 / 139    | Estável |
|                         | Grupos de cidadãos eleitores                             | 7 113   | 1,81 / 100,00   | 0,33 | 0 / 19      | Estável | 0 / 139    |         |
|                         | Nova Democracia                                          | 105     | 0,03 / 100,00   | 0,08 | 0 / 19      | Estável | 0 / 139    | Estável |
| Votos inválidos         | Votos inválidos                                          | 12 077  | 3,08 / 100,00   | 1,25 |             |         |            |         |
| Total                   | Total                                                    | 391 986 | 100,00 / 100,00 |      | 19 / 19     |         | 139 / 139  |         |
| Eleitorado/Participação | Eleitorado/Participação                                  | 644 405 | 60,83 / 100,00  | 2,62 |             |         |            |         |

### Distrito de Beja
| Partido                 | Partido | Votos   | %               | +/-  | Presidentes | +/-     | Vereadores | +/-     |
| ----------------------- | --- | ------- | --------------- | ---- | ----------- | ------- | ---------- | ------- |
|                         | Partido Socialista | 39 463  | 43,81 / 100,00  | 3,94 | 7 / 14      | 2       | 40 / 78    | 6       |
|                         | CDU – Coligação Democrática Unitária                                                                                                  | 35 864  | 39,82 / 100,00  | 0,18 | 6 / 14      | 1       | 33 / 78    | 1       |
|                         | Partido Social Democrata | 6 765   | 7,51 / 100,00   | 3,80 | 1 / 14      | Estável | 4 / 78     | 3       |
|                         | Coligações Partido Social Democrata–CDS – Partido Popular e Partido Social Democrata–CDS – Partido Popular–Partido Popular Monárquico | 2 380   | 2,64 / 100,00   | 0,06 | 0 / 14      | Estável | 1 / 78     | Estável |
|                         | Bloco de Esquerda | 1 623   | 1,80 / 100,00   | 0,88 | 0 / 14      | Estável | 0 / 78     | Estável |
|                         | CDS – Partido Popular | 641     | 0,71 / 100,00   | 0,34 | 0 / 14      | Estável | 0 / 78     | Estável |
|                         | Grupos de cidadãos eleitores | 573     | 0,64 / 100,00   | 0,02 | 0 / 14      | 1       | 0 / 78     | 2       |
|                         | Partido da Terra | 83      | 0,09 / 100,00   | -    | 0 / 14      | -       | 0 / 78     | -       |
| Votos inválidos         | Votos inválidos | 2 682   | 2,98 / 100,00   | 1,04 |             |         |            |         |
| Total                   | Total | 90 074  | 100,00 / 100,00 |      | 14 / 14     |         | 78 / 78    |         |
| Eleitorado/Participação | Eleitorado/Participação | 138 624 | 64,98 / 100,00  | 1,16 |             |         |            |         |

### Distrito de Braga
| Partido                 | Partido | Votos   | %               | +/-  | Presidentes | +/-     | Vereadores | +/-     |
| ----------------------- | --- | ------- | --------------- | ---- | ----------- | ------- | ---------- | ------- |
|                         | Partido Socialista | 222 702 | 43,02 / 100,00  | 0,01 | 8 / 14      | 2       | 55 / 114   | 1       |
|                         | Partido Social Democrata | 105 721 | 20,42 / 100,00  | 3,84 | 4 / 14      | 2       | 28 / 114   | 5       |
|                         | Coligações Partido Social Democrata–CDS – Partido Popular e Partido Social Democrata–CDS – Partido Popular–Partido Popular Monárquico | 104 937 | 20,27 / 100,00  | 2,20 | 1 / 14      | 1       | 21 / 114   | 1       |
|                         | CDU – Coligação Democrática Unitária                                                                                                  | 23 983  | 4,63 / 100,00   | 1,39 | 0 / 14      | Estável | 1 / 114    | 1       |
|                         | CDS – Partido Popular | 17 060  | 3,30 / 100,00   | 0,80 | 0 / 114     | Estável | 2 / 114    | 1       |
|                         | Grupos de cidadãos eleitores | 14 528  | 2,81 / 100,00   | -    | 1 / 14      | -       | 7 / 114    | -       |
|                         | Bloco de Esquerda | 13 383  | 2,59 / 100,00   | 0,47 | 0 / 14      | Estável | 0 / 114    | Estável |
|                         | Nova Democracia | 1 203   | 0,23 / 100,00   | 0,04 | 0 / 14      | Estável | 0 / 114    | Estável |
|                         | Partido Comunista dos Trabalhadores Portugueses                                                                                       | 878     | 0,17 / 100,00   | 0,24 | 0 / 14      | Estável | 0 / 114    | Estável |
|                         | Partido da Terra | 704     | 0,14 / 100,00   | -    | 0 / 14      | -       | 0 / 114    | -       |
|                         | Partido Popular Monárquico | 292     | 0,06 / 100,00   | 0,01 | 0 / 14      | Estável | 0 / 114    | Estável |
| Votos inválidos         | Votos inválidos | 12 242  | 2,36 / 100,00   | 0,77 |             |         |            |         |
| Total                   | Total | 517 633 | 100,00 / 100,00 |      | 14 / 14     |         | 114 / 114  | 4       |
| Eleitorado/Participação | Eleitorado/Participação | 763 106 | 67,83 / 100,00  | 2,99 |             |         |            |         |

### Distrito de Bragança
| Partido                 | Partido                                                  | Votos   | %               | +/-   | Presidentes | +/-     | Vereadores | +/-     |
| ----------------------- | -------------------------------------------------------- | ------- | --------------- | ----- | ----------- | ------- | ---------- | ------- |
|                         | Partido Socialista                                       | 37 786  | 38,16 / 100,00  | 3,89  | 6 / 12      | 2       | 35 / 72    | 7       |
|                         | Partido Social Democrata                                 | 31 096  | 31,40 / 100,00  | 19,18 | 4 / 12      | 4       | 19 / 72    | 20      |
|                         | Coligação Partido Social Democrata–CDS – Partido Popular | 14 278  | 14,42 / 100,00  | -     | 2 / 12      | -       | 13 / 72    | -       |
|                         | Grupos de cidadãos eleitores                             | 5 164   | 5,22 / 100,00   | -     | 0 / 12      | -       | 3 / 72     | -       |
|                         | CDS – Partido Popular                                    | 5 060   | 5,11 / 100,00   | 3,88  | 0 / 72      | Estável | 2 / 72     | 1       |
|                         | CDU – Coligação Democrática Unitária                     | 1 761   | 1,78 / 100,00   | 0,05  | 0 / 12      | Estável | 0 / 72     | Estável |
|                         | Bloco de Esquerda                                        | 529     | 0,53 / 100,00   | 0,16  | 0 / 12      | Estável | 0 / 72     | Estável |
|                         | Partido Popular Monárquico                               | 23      | 0,02 / 100,00   | -     | 0 / 12      | -       | 0 / 72     | -       |
| Votos inválidos         | Votos inválidos                                          | 3 320   | 3,35 / 100,00   | 0,52  |             |         |            |         |
| Total                   | Total                                                    | 99 017  | 100,00 / 100,00 |       | 12 / 12     |         | 72 / 72    | 2       |
| Eleitorado/Participação | Eleitorado/Participação                                  | 156 435 | 63,30 / 100,00  | 3,55  |             |         |            |         |

### Distrito de Castelo Branco
| Partido                 | Partido                                                                   | Votos   | %               | +/-  | Presidentes | +/-     | Vereadores | +/-     |
| ----------------------- | ------------------------------------------------------------------------- | ------- | --------------- | ---- | ----------- | ------- | ---------- | ------- |
|                         | Partido Socialista                                                        | 54 111  | 44,65 / 100,00  | 1,49 | 6 / 11      | 1       | 36 / 69    | 5       |
|                         | Partido Social Democrata                                                  | 49 706  | 41,02 / 100,00  | 0,52 | 5 / 11      | 1       | 31 / 69    | 2       |
|                         | CDU – Coligação Democrática Unitária                                      | 5 023   | 4,15 / 100,00   | 0,08 | 0 / 11      | Estável | 0 / 69     | Estável |
|                         | CDS – Partido Popular                                                     | 4 157   | 3,43 / 100,00   | 1,00 | 0 / 11      | Estável | 0 / 69     | 1       |
|                         | Bloco de Esquerda                                                         | 1 878   | 1,55 / 100,00   | 0,30 | 0 / 11      | Estável | 0 / 69     | Estável |
|                         | Coligação Partido Social Democrata–CDS – Partido Popular–Partido da Terra | 1 709   | 1,41 / 100,00   | 0,09 | 0 / 11      | Estável | 2 / 69     | Estável |
|                         | Partido da Terra                                                          | 201     | 0,17 / 100,00   | -    | 0 / 11      | -       | 0 / 69     | -       |
|                         | Partido Trabalhista Português                                             | 43      | 0,04 / 100,00   | Novo | 0 / 11      | Novo    | 0 / 69     | Novo    |
| Votos inválidos         | Votos inválidos                                                           | 4 352   | 3,59 / 100,00   | 0,87 |             |         |            |         |
| Total                   | Total                                                                     | 121 180 | 100,00 / 100,00 |      | 11 / 11     |         | 69 / 69    | 4       |
| Eleitorado/Participação | Eleitorado/Participação                                                   | 193 960 | 62,48 / 100,00  | 3,71 |             |         |            |         |

### Distrito de Coimbra
| Partido                 | Partido | Votos   | %               | +/-  | Presidentes | +/-     | Vereadores | +/-     |
| ----------------------- | --- | ------- | --------------- | ---- | ----------- | ------- | ---------- | ------- |
|                         | Partido Socialista | 92 713  | 38,98 / 100,00  | 2,75 | 9 / 17      | 3       | 56 / 117   | 4       |
|                         | Partido Social Democrata | 55 224  | 23,22 / 100,00  | 5,88 | 5 / 17      | 3       | 37 / 117   | 11      |
|                         | Coligações Partido Social Democrata–CDS – Partido Popular e Partido Social Democrata–CDS – Partido Popular–Partido Popular Monárquico | 44 110  | 18,54 / 100,00  | 0,21 | 3 / 17      | Estável | 18 / 117   | 3       |
|                         | Grupos de cidadãos eleitores | 16 009  | 6,73 / 100,00   | 6,53 | 0 / 17      | Estável | 5 / 117    | 5       |
|                         | CDU – Coligação Democrática Unitária                                                                                                  | 13 443  | 5,65 / 100,00   | 1,92 | 0 / 17      | Estável | 1 / 117    | 1       |
|                         | Bloco de Esquerda | 6 870   | 2,89 / 100,00   | 0,77 | 0 / 17      | Estável | 0 / 117    | Estável |
|                         | CDS – Partido Popular | 1 019   | 0,43 / 100,00   | 0,56 | 0 / 17      | Estável | 0 / 117    | Estável |
|                         | Movimento Mérito e Sociedade | 203     | 0,09 / 100,00   | Novo | 0 / 17      | Novo    | 0 / 117    | Novo    |
| Votos inválidos         | Votos inválidos | 8 272   | 3,47 / 100,00   | 1,21 |             |         |            |         |
| Total                   | Total | 237 863 | 100,00 / 100,00 |      | 17 / 17     |         | 117 / 117  |         |
| Eleitorado/Participação | Eleitorado/Participação | 394 237 | 60,34 / 100,00  | 2,49 |             |         |            |         |

### Distrito de Évora
| Partido                 | Partido                                                  | Votos   | %               | +/-  | Presidentes | +/-     | Vereadores | +/-     |
| ----------------------- | -------------------------------------------------------- | ------- | --------------- | ---- | ----------- | ------- | ---------- | ------- |
|                         | Partido Socialista                                       | 36 385  | 39,84 / 100,00  | 1,10 | 7 / 14      | Estável | 36 / 78    | 3       |
|                         | CDU – Coligação Democrática Unitária                     | 31 142  | 34,10 / 100,00  | 3,17 | 4 / 14      | 2       | 26 / 78    | 7       |
|                         | Partido Social Democrata                                 | 10 059  | 11,01 / 100,00  | 0,54 | 0 / 14      | Estável | 5 / 78     | 1       |
|                         | Grupos de cidadãos eleitores                             | 7 604   | 8,33 / 100,00   | 5,82 | 3 / 14      | 2       | 9 / 78     | 6       |
|                         | Coligação Partido Social Democrata–CDS – Partido Popular | 1 541   | 1,69 / 100,00   | 1,30 | 0 / 14      | Estável | 2 / 78     | 1       |
|                         | Bloco de Esquerda                                        | 993     | 1,09 / 100,00   | 0,03 | 0 / 14      | Estável | 0 / 78     | Estável |
|                         | CDS – Partido Popular                                    | 910     | 1,00 / 100,00   | 0,08 | 0 / 14      | Estável | 0 / 78     | Estável |
| Votos inválidos         | Votos inválidos                                          | 2 702   | 2,95 / 100,00   | 1,08 |             |         |            |         |
| Total                   | Total                                                    | 91 336  | 100,00 / 100,00 |      | 14 / 14     |         | 78 / 78    |         |
| Eleitorado/Participação | Eleitorado/Participação                                  | 147 863 | 61,77 / 100,00  | 0,69 |             |         |            |         |

### Distrito de Faro
| Partido                 | Partido | Votos   | %               | +/-  | Presidentes | +/-     | Vereadores | +/-     |
| ----------------------- | --- | ------- | --------------- | ---- | ----------- | ------- | ---------- | ------- |
|                         | Partido Socialista | 84 018  | 41,43 / 100,00  | 0,89 | 7 / 16      | Estável | 49 / 104   | 1       |
|                         | Partido Social Democrata | 65 500  | 32,30 / 100,00  | 6,78 | 8 / 16      | 1       | 43 / 104   | 2       |
|                         | Coligações Partido Social Democrata–CDS – Partido Popular e Partido Social Democrata–CDS – Partido Popular–Partido Popular Monárquico–Partido da Terra | 21 471  | 10,58 / 100,00  | 7,53 | 1 / 16      | 1       | 9 / 104    | 7       |
|                         | CDU – Coligação Democrática Unitária | 12 224  | 6,03 / 100,00   | 1,91 | 0 / 16      | Estável | 1 / 104    | 2       |
|                         | Bloco de Esquerda | 8 026   | 3,96 / 100,00   | 1,36 | 0 / 16      | Estável | 1 / 104    | 1       |
|                         | CDS – Partido Popular | 3 169   | 1,56 / 100,00   | 0,15 | 0 / 16      | Estável | 0 / 104    | Estável |
|                         | Grupos de cidadãos eleitores | 1 889   | 0,93 / 100,00   | 0,39 | 0 / 16      | Estável | 1 / 104    | 1       |
|                         | Partido Comunista dos Trabalhadores Portugueses | 308     | 0,15 / 100,00   | 0,04 | 0 / 16      | Estável | 0 / 104    | Estável |
|                         | Partido da Terra | 114     | 0,06 / 100,00   | -    | 0 / 16      | -       | 0 / 104    | -       |
| Votos inválidos         | Votos inválidos | 6 067   | 2,99 / 100,00   | 1,60 |             |         |            |         |
| Total                   | Total | 202 786 | 100,00 / 100,00 |      | 16 / 16     |         | 104 / 104  | 4       |
| Eleitorado/Participação | Eleitorado/Participação | 357 771 | 56,68 / 100,00  | 0,89 |             |         |            |         |

### Distrito da Guarda
| Partido                 | Partido                                                    | Votos   | %               | +/-   | Presidentes | +/-     | Vereadores | +/-     |
| ----------------------- | ---------------------------------------------------------- | ------- | --------------- | ----- | ----------- | ------- | ---------- | ------- |
|                         | Partido Socialista                                         | 53 062  | 46,49 / 100,00  | 1,75  | 5 / 14      | 1       | 39 / 82    | 3       |
|                         | Partido Social Democrata                                   | 37 173  | 32,57 / 100,00  | 12,34 | 8 / 14      | 2       | 34 / 82    | 12      |
|                         | Coligação Partido Social Democrata–CDS – Partido Popular   | 10 667  | 9,35 / 100,00   | -     | 1 / 14      | -       | 7 / 82     | -       |
|                         | CDU – Coligação Democrática Unitária                       | 2 733   | 2,39 / 100,00   | 0,41  | 0 / 14      | Estável | 0 / 82     | Estável |
|                         | CDS – Partido Popular                                      | 2 257   | 1,98 / 100,00   | 0,45  | 0 / 14      | Estável | 0 / 82     | Estável |
|                         | Partido da Terra                                           | 1 781   | 1,56 / 100,00   | -     | 0 / 14      | -       | 1 / 82     | -       |
|                         | Grupos de cidadãos eleitores                               | 1 376   | 1,21 / 100,00   | -     | 0 / 14      | -       | 1 / 82     | -       |
|                         | Bloco de Esquerda                                          | 723     | 0,63 / 100,00   | 0,16  | 0 / 14      | Estável | 0 / 82     | Estável |
|                         | Partido Comunista dos Trabalhadores Portugueses            | 176     | 0,15 / 100,00   | 0,02  | 0 / 14      | Estável | 0 / 82     | Estável |
|                         | Coligação CDS – Partido Popular–Partido Popular Monárquico | 130     | 0,11 / 100,00   | Novo  | 0 / 14      | Novo    | 0 / 82     | Novo    |
| Votos inválidos         | Votos inválidos                                            | 4 054   | 3,55 / 100,00   | 0,97  |             |         |            |         |
| Total                   | Total                                                      | 114 132 | 100,00 / 100,00 |       | 14 / 14     |         | 82 / 82    |         |
| Eleitorado/Participação | Eleitorado/Participação                                    | 175 654 | 64,98 / 100,00  | 4,20  |             |         |            |         |

### Distrito de Leiria
| Partido                 | Partido                              | Votos   | %               | +/-  | Presidentes | +/-     | Vereadores | +/-     |
| ----------------------- | ------------------------------------ | ------- | --------------- | ---- | ----------- | ------- | ---------- | ------- |
|                         | Partido Social Democrata             | 108 867 | 45,01 / 100,00  | 2,67 | 11 / 16     | 1       | 60 / 110   | 1       |
|                         | Partido Socialista                   | 80 957  | 33,47 / 100,00  | 3,53 | 4 / 16      | 2       | 38 / 110   | 4       |
|                         | CDU – Coligação Democrática Unitária | 21 041  | 8,70 / 100,00   | 0,32 | 1 / 16      | 1       | 8 / 110    | Estável |
|                         | CDS – Partido Popular                | 12 539  | 5,18 / 100,00   | 0,30 | 0 / 16      | Estável | 4 / 110    | 3       |
|                         | Bloco de Esquerda                    | 6 033   | 2,49 / 100,00   | 0,21 | 0 / 16      | Estável | 0 / 110    | Estável |
|                         | Grupos de cidadãos eleitores         | 3 215   | 1,33 / 100,00   | 0,45 | 0 / 16      | Estável | 0 / 110    | 2       |
| Votos inválidos         | Votos inválidos                      | 9 203   | 3,81 / 100,00   | 1,52 |             |         |            |         |
| Total                   | Total                                | 241 855 | 100,00 / 100,00 |      | 16 / 16     |         | 110 / 110  | 6       |
| Eleitorado/Participação | Eleitorado/Participação              | 421 499 | 57,38 / 100,00  | 3,08 |             |         |            |         |

### Distrito de Lisboa
| Partido                 | Partido | Votos     | %               | +/-   | Presidentes | +/-     | Vereadores | +/-     |
| ----------------------- | --- | --------- | --------------- | ----- | ----------- | ------- | ---------- | ------- |
|                         | Partido Socialista | 391 940   | 40,22 / 100,00  | 8,21  | 9 / 16      | 1       | 69 / 150   | 12      |
|                         | Coligações Partido Social Democrata–CDS – Partido Popular, Partido Social Democrata–CDS – Partido Popular–Partido Popular Monárquico e Partido Social Democrata–CDS – Partido Popular–Partido Popular Monárquico–Partido da Terra | 293 705   | 30,14 / 100,00  | 16,64 | 2 / 16      | Estável | 40 / 150   | 16      |
|                         | CDU – Coligação Democrática Unitária | 121 397   | 12,46 / 100,00  | 2,72  | 1 / 16      | Estável | 19 / 150   | 6       |
|                         | Bloco de Esquerda | 44 830    | 4,60 / 100,00   | 1,18  | 0 / 16      | Estável | 0 / 150    | 1       |
|                         | Partido Social Democrata | 40 563    | 4,16 / 100,00   | 17,85 | 3 / 16      | 1       | 17 / 150   | 17      |
|                         | Grupos de cidadãos eleitores | 35 759    | 3,67 / 100,00   | 0,91  | 1 / 16      | Estável | 5 / 150    | 1       |
|                         | Partido Comunista dos Trabalhadores Portugueses | 5 972     | 0,61 / 100,00   | 0,22  | 0 / 16      | Estável | 0 / 150    | Estável |
|                         | CDS – Partido Popular | 5 854     | 0,60 / 100,00   | 1,73  | 0 / 16      | Estável | 0 / 150    | 1       |
|                         | Movimento Esperança Portugal | 1 975     | 0,20 / 100,00   | Novo  | 0 / 16      | Novo    | 0 / 150    | Novo    |
|                         | Partido Nacional Renovador | 1 202     | 0,12 / 100,00   | 0,05  | 0 / 16      | Estável | 0 / 150    | Estável |
|                         | Movimento Mérito e Sociedade | 695       | 0,08 / 100,00   | Novo  | 0 / 16      | Novo    | 0 / 150    | Novo    |
|                         | Partido Trabalhista Português | 689       | 0,07 / 100,00   | Novo  | 0 / 16      | Novo    | 0 / 150    | Novo    |
|                         | Partido Popular Monárquico | 489       | 0,05 / 100,00   | 0,01  | 0 / 16      | Estável | 0 / 150    | Estável |
| Votos inválidos         | Votos inválidos | 29 522    | 3,03 / 100,00   | 2,13  |             |         |            |         |
| Total                   | Total | 974 592   | 100,00 / 100,00 |       | 16 / 16     |         | 150 / 150  | 4       |
| Eleitorado/Participação | Eleitorado/Participação | 1 870 241 | 52,11 / 100,00  | 0,94  |             |         |            |         |

### Região Autónoma da Madeira
| Partido                 | Partido                              | Votos   | %               | +/-   | Presidentes | +/-     | Vereadores | +/-     |
| ----------------------- | ------------------------------------ | ------- | --------------- | ----- | ----------- | ------- | ---------- | ------- |
|                         | Partido Social Democrata             | 72 188  | 51,93 / 100,00  | 2,29  | 11 / 11     | Estável | 47 / 71    | Estável |
|                         | Partido Socialista                   | 24 512  | 17,63 / 100,00  | 10,08 | 0 / 11      | Estável | 14 / 71    | 6       |
|                         | CDS – Partido Popular                | 11 588  | 8,34 / 100,00   | 1,86  | 0 / 11      | Estável | 4 / 71     | 1       |
|                         | Grupos de cidadãos eleitores         | 6 449   | 4,64 / 100,00   | -     | 0 / 11      | -       | 3 / 71     | -       |
|                         | CDU – Coligação Democrática Unitária | 6 369   | 4,58 / 100,00   | 0,45  | 0 / 11      | Estável | 1 / 71     | Estável |
|                         | Nova Democracia                      | 5 638   | 4,06 / 100,00   | -     | 0 / 11      | -       | 1 / 71     | -       |
|                         | Partido da Terra                     | 4 856   | 3,49 / 100,00   | -     | 0 / 11      | -       | 1 / 71     | -       |
|                         | Bloco de Esquerda                    | 3 596   | 2,59 / 100,00   | 0,58  | 0 / 11      | Estável | 0 / 71     | Estável |
| Votos inválidos         | Votos inválidos                      | 3 814   | 2,74 / 100,00   | 0,64  |             |         |            |         |
| Total                   | Total                                | 139 010 | 100,00 / 100,00 |       | 11 / 11     |         | 71 / 71    |         |
| Eleitorado/Participação | Eleitorado/Participação              | 252 634 | 55,02 / 100,00  | 5,65  |             |         |            |         |

### Distrito de Portalegre
| Partido                 | Partido                                                    | Votos   | %              | +/-  | Presidentes | +/-     | Vereadores | +/-     |
| ----------------------- | ---------------------------------------------------------- | ------- | -------------- | ---- | ----------- | ------- | ---------- | ------- |
|                         | Partido Socialista                                         | 32 730  | 45,05 / 100,00 | 5,46 | 5 / 15      | 1       | 39 / 81    | 4       |
|                         | Partido Social Democrata                                   | 16 864  | 23,21 / 100,00 | 2,78 | 7 / 15      | 2       | 23 / 81    | 2       |
|                         | CDU – Coligação Democrática Unitária                       | 11 909  | 16,39 / 100,00 | 2,18 | 3 / 15      | Estável | 13 / 81    | 3       |
|                         | Grupos de cidadãos eleitores                               | 3 808   | 5,24 / 100,00  | 0,71 | 0 / 15      | Estável | 4 / 81     | Estável |
|                         | Coligação Partido Social Democrata–CDS – Partido Popular   | 3 607   | 4,96 / 100,00  | 1,08 | 0 / 15      | 1       | 2 / 81     | 3       |
|                         | Bloco de Esquerda                                          | 775     | 1,07 / 100,00  | 0,83 | 0 / 15      | Estável | 0 / 81     | Estável |
|                         | CDS – Partido Popular                                      | 721     | 0,99 / 100,00  | 0,12 | 0 / 15      | Estável | 0 / 81     | Estável |
|                         | Partido da Terra                                           | 210     | 0,29 / 100,00  | -    | 0 / 15      | -       | 0 / 81     | -       |
|                         | Coligação CDS – Partido Popular–Partido Popular Monárquico | 26      | 0,04 / 100,00  | Novo | 0 / 15      | Novo    | 0 / 81     | Novo    |
| Votos inválidos         | Votos inválidos                                            | 2 006   | 2,76 / 100,00  | 0,82 |             |         |            |         |
| Total                   | Total                                                      | 72 656  | 2,76 / 100,00  |      | 15 / 15     |         | 81 / 81    |         |
| Eleitorado/Participação | Eleitorado/Participação                                    | 108 814 | 66,77 / 100,00 | 1,22 |             |         |            |         |

### Distrito do Porto
| Partido                 | Partido                                                  | Votos     | %               | +/-     | Presidentes | +/-     | Vereadores | +/-     |
| ----------------------- | -------------------------------------------------------- | --------- | --------------- | ------- | ----------- | ------- | ---------- | ------- |
|                         | Partido Socialista                                       | 339 291   | 34,36 / 100,00  | 0,21    | 7 / 18      | 1       | 66 / 162   | 5       |
|                         | Coligação Partido Social Democrata–CDS – Partido Popular | 270 135   | 27,35 / 100,00  | 0,40    | 5 / 18      | 1       | 39 / 162   | 2       |
|                         | Partido Social Democrata                                 | 161 468   | 16,35 / 100,00  | 0,83    | 5 / 18      | 1       | 40 / 162   | Estável |
|                         | Grupos de cidadãos eleitores                             | 99 590    | 10,08 / 100,00  | 2,08    | 1 / 18      | 1       | 15 / 162   | 1       |
|                         | CDU – Coligação Democrática Unitária                     | 47 726    | 4,83 / 100,00   | 1,02    | 0 / 18      | Estável | 1 / 162    | 2       |
|                         | Bloco de Esquerda                                        | 25 699    | 2,60 / 100,00   | 0,39    | 0 / 18      | Estável | 0 / 162    | Estável |
|                         | CDS – Partido Popular                                    | 15 087    | 1,53 / 100,00   | 0,63    | 0 / 18      | Estável | 1 / 162    | 2       |
|                         | Partido da Terra                                         | 1 482     | 0,15 / 100,00   | Estável | 0 / 18      | Estável | 0 / 162    | Estável |
|                         | Partido Comunista dos Trabalhadores Portugueses          | 1 083     | 0,11 / 100,00   | 0,03    | 0 / 18      | Estável | 0 / 162    | Estável |
|                         | Partido Popular Monárquico                               | 157       | 0,02 / 100,00   | 0,01    | 0 / 18      | Estável | 0 / 162    | Estável |
| Votos inválidos         | Votos inválidos                                          | 25 847    | 2,62 / 100,00   | 1,23    |             |         |            |         |
| Total                   | Total                                                    | 987 565   | 100,00 / 100,00 |         | 18 / 18     |         | 162 / 162  | 4       |
| Eleitorado/Participação | Eleitorado/Participação                                  | 1 552 386 | 63,62 / 100,00  | 1,06    |             |         |            |         |

### Distrito de Santarém
| Partido                 | Partido                                                  | Votos   | %               | +/-  | Presidentes | +/-     | Vereadores | +/-     |
| ----------------------- | -------------------------------------------------------- | ------- | --------------- | ---- | ----------- | ------- | ---------- | ------- |
|                         | Partido Socialista                                       | 91 135  | 37,59 / 100,00  | 0,50 | 9 / 21      | Estável | 64 / 133   | 4       |
|                         | Partido Social Democrata                                 | 71 274  | 29,40 / 100,00  | 1,11 | 6 / 21      | 1       | 33 / 133   | 5       |
|                         | CDU – Coligação Democrática Unitária                     | 29 647  | 12,23 / 100,00  | 2,50 | 4 / 21      | 1       | 18 / 133   | 4       |
|                         | Grupos de cidadãos eleitores                             | 14 903  | 6,15 / 100,00   | 2,70 | 0 / 21      | 1       | 6 / 133    | Estável |
|                         | Bloco de Esquerda                                        | 11 557  | 4,77 / 100,00   | 0,64 | 1 / 21      | Estável | 5 / 133    | Estável |
|                         | Coligação Partido Social Democrata–CDS – Partido Popular | 9 749   | 4,02 / 100,00   | 2,97 | 1 / 21      | 1       | 7 / 133    | 5       |
|                         | CDS – Partido Popular                                    | 5 998   | 2,47 / 100,00   | 0,66 | 0 / 21      | Estável | 0 / 133    | Estável |
|                         | Coligação CDS – Partido Popular–Partido da Terra         | 165     | 0,07 / 100,00   | Novo | 0 / 21      | Novo    | 0 / 133    | Novo    |
| Votos inválidos         | Votos inválidos                                          | 7 992   | 3,29 / 100,00   | 1,63 |             |         |            |         |
| Total                   | Total                                                    | 242 420 | 100,00 / 100,00 |      | 21 / 21     |         | 133 / 133  |         |
| Eleitorado/Participação | Eleitorado/Participação                                  | 404 484 | 59,93 / 100,00  | 1,63 |             |         |            |         |

### Distrito de Setúbal
| Partido                 | Partido                                                 | Votos   | %               | +/-  | Presidentes | +/-     | Vereadores | +/-     |
| ----------------------- | ------------------------------------------------------- | ------- | --------------- | ---- | ----------- | ------- | ---------- | ------- |
|                         | CDU – Coligação Democrática Unitária                    | 146 935 | 42,16 / 100,00  | 0,20 | 9 / 13      | 1       | 52 / 105   | Estável |
|                         | Partido Socialista                                      | 97 622  | 28,01 / 100,00  | 0,14 | 3 / 13      | Estável | 37 / 105   | 1       |
|                         | Partido Social Democrata                                | 38 956  | 11,18 / 100,00  | 3,87 | 0 / 13      | Estável | 7 / 105    | 5       |
|                         | Bloco de Esquerda                                       | 23 028  | 6,61 / 100,00   | 0,39 | 0 / 13      | Estável | 3 / 105    | 2       |
|                         | CDS – Partido Popular                                   | 15 149  | 4,35 / 100,00   | 3,42 | 0 / 13      | Estável | 0 / 105    | Estável |
|                         | Partido Comunista dos Trabalhadores Portugueses         | 5 826   | 1,67 / 100,00   | 0,72 | 0 / 13      | Estável | 0 / 105    | Estável |
|                         | Coligação Partido Social Democrat–CDS – Partido Popular | 4 712   | 1,35 / 100,00   | 0,30 | 0 / 13      | Estável | 2 / 105    | Estável |
|                         | Grupos de cidadãos eleitores                            | 4 271   | 1,23 / 100,00   | 1,17 | 1 / 13      | 1       | 4 / 105    | 4       |
|                         | Movimento Mérito e Sociedade                            | 671     | 0,19 / 100,00   | Novo | 0 / 13      | Novo    | 0 / 105    | Novo    |
|                         | Partido da Terra                                        | 354     | 0,10 / 100,00   | -    | 0 / 13      | -       | 0 / 105    | -       |
| Votos inválidos         | Votos inválidos                                         | 10 987  | 3,15 / 100,00   | 1,74 |             |         |            |         |
| Total                   | Total                                                   | 348 511 | 100,00 / 100,00 |      | 13 / 13     |         | 105 / 105  |         |
| Eleitorado/Participação | Eleitorado/Participação                                 | 702 615 | 49,60 / 100,00  | 0,60 |             |         |            |         |

### Distrito de Viana do Castelo
| Partido                 | Partido                                                  | Votos   | %               | +/-   | Presidentes | +/-     | Vereadores | +/-     |
| ----------------------- | -------------------------------------------------------- | ------- | --------------- | ----- | ----------- | ------- | ---------- | ------- |
|                         | Partido Socialista                                       | 64 919  | 41,70 / 100,00  | 0,86  | 6 / 10      | 1       | 35 / 68    | 2       |
|                         | Partido Social Democrata                                 | 38 379  | 24,65 / 100,00  | 10,29 | 3 / 10      | 1       | 23 / 68    | 3       |
|                         | CDS – Partido Popular                                    | 20 247  | 13,01 / 100,00  | 0,60  | 1 / 10      | Estável | 6 / 68     | 1       |
|                         | Coligação Partido Social Democrata–CDS – Partido Popular | 18 039  | 11,59 / 100,00  | -     | 0 / 10      | -       | 4 / 68     | -       |
|                         | CDU – Coligação Democrática Unitária                     | 6 025   | 3,87 / 100,00   | 0,36  | 0 / 10      | Estável | 0 / 68     | Estável |
|                         | Bloco de Esquerda                                        | 2 695   | 1,73 / 100,00   | 0,57  | 0 / 10      | Estável | 0 / 68     | Estável |
|                         | Grupos de cidadãos eleitores                             | 663     | 0,43 / 100,00   | 1,15  | 0 / 10      | Estável | 0 / 68     | Estável |
| Votos inválidos         | Votos inválidos                                          | 4 718   | 3,03 / 100,00   | 0,78  |             |         |            |         |
| Total                   | Total                                                    | 155 685 | 100,00 / 100,00 |       | 10 / 10     |         | 68 / 68    |         |
| Eleitorado/Participação | Eleitorado/Participação                                  | 256 247 | 60,76 / 100,00  | 5,40  |             |         |            |         |

### Distrito de Vila Real
| Partido                 | Partido                                                  | Votos   | %               | +/-  | Presidentes | +/-     | Vereadores | +/-     |
| ----------------------- | -------------------------------------------------------- | ------- | --------------- | ---- | ----------- | ------- | ---------- | ------- |
|                         | Partido Social Democrata                                 | 62 140  | 43,23 / 100,00  | 6,53 | 6 / 14      | 1       | 34 / 84    | 1       |
|                         | Partido Socialista                                       | 54 625  | 38,00 / 100,00  | 4,48 | 7 / 14      | 3       | 39 / 84    | 3       |
|                         | Coligação Partido Social Democrata–CDS – Partido Popular | 11 357  | 7,90 / 100,00   | 3,61 | 1 / 14      | 1       | 9 / 84     | 4       |
|                         | CDS – Partido Popular                                    | 6 327   | 4,40 / 100,00   | 2,72 | 0 / 14      | Estável | 2 / 84     | 2       |
|                         | CDU – Coligação Democrática Unitária                     | 3 685   | 2,56 / 100,00   | 0,02 | 0 / 14      | Estável | 0 / 84     | Estável |
|                         | Bloco de Esquerda                                        | 1 174   | 0,82 / 100,00   | 0,66 | 0 / 14      | Estável | 0 / 84     | Estável |
|                         | Partido Comunista dos Trabalhadores Portugueses          | 32      | 0,02 / 100,00   | 0,01 | 0 / 14      | Estável | 0 / 84     | Estável |
| Votos inválidos         | Votos inválidos                                          | 4 399   | 3,06 / 100,00   | 0,62 |             |         |            |         |
| Total                   | Total                                                    | 143 739 | 100,00 / 100,00 |      | 14 / 14     |         | 84 / 84    |         |
| Eleitorado/Participação | Eleitorado/Participação                                  | 236 812 | 60,70 / 100,00  | 4,58 |             |         |            |         |

### Distrito de Viseu
| Partido                 | Partido                                                  | Votos   | %               | +/-  | Presidentes | +/-     | Vereadores | +/-     |
| ----------------------- | -------------------------------------------------------- | ------- | --------------- | ---- | ----------- | ------- | ---------- | ------- |
|                         | Partido Social Democrata                                 | 101 332 | 42,51 / 100,00  | 2,55 | 12 / 24     | 4       | 69 / 152   | 5       |
|                         | Partido Socialista                                       | 86 309  | 36,21 / 100,00  | 0,77 | 9 / 24      | 5       | 64 / 152   | 8       |
|                         | Coligação Partido Social Democrata–CDS – Partido Popular | 22 294  | 9,35 / 100,00   | 3,17 | 3 / 24      | 1       | 17 / 152   | 6       |
|                         | CDS – Partido Popular                                    | 10 016  | 4,20 / 100,00   | 0,55 | 0 / 24      | Estável | 2 / 152    | 1       |
|                         | CDU – Coligação Democrática Unitária                     | 4 575   | 1,92 / 100,00   | 0,06 | 0 / 24      | Estável | 0 / 152    | Estável |
|                         | Bloco de Esquerda                                        | 2 474   | 1,04 / 100,00   | 0,40 | 0 / 24      | Estável | 0 / 152    | Estável |
|                         | Grupos de cidadãos eleitores                             | 2 465   | 1,03 / 100,00   | 0,54 | 0 / 24      | Estável | 0 / 152    | Estável |
|                         | Partido da Terra                                         | 1 284   | 0,54 / 100,00   | -    | 0 / 24      | -       | 0 / 152    | -       |
|                         | Partido Popular Monárquico                               | 500     | 0,21 / 100,00   | -    | 0 / 24      | -       | 0 / 152    | -       |
| Votos inválidos         | Votos inválidos                                          | 7 134   | 3,00 / 100,00   | 0,91 |             |         |            |         |
| Total                   | Total                                                    | 238 383 | 100,00 / 100,00 |      | 24 / 24     |         | 152 / 152  | 4       |
| Eleitorado/Participação | Eleitorado/Participação                                  | 382 153 | 62,38 / 100,00  | 3,92 |             |         |            |         |

## Presidentes eleitos

### Região Autónoma dos Açores
| Concelho               | Partido | Partido                  | Presidente         | %              | Vereadores |
| ---------------------- | ------- | ------------------------ | ------------------ | -------------- | ---------- |
| Angra do Heroísmo      |         | Partido Socialista       | Andreia da Costa   | 45,59 / 100,00 | 3 / 7      |
| Calheta                |         | Partido Social Democrata | Aires Reis         | 52,18 / 100,00 | 3 / 5      |
| Corvo                  |         | Partido Socialista       | Manuel Rita        | 64,98 / 100,00 | 4 / 5      |
| Horta                  |         | Partido Socialista       | João Castro        | 45,17 / 100,00 | 4 / 7      |
| Lagoa                  |         | Partido Socialista       | João Ponte         | 66,36 / 100,00 | 5 / 7      |
| Lajes das Flores       |         | Partido Social Democrata | João Lourenço      | 53,86 / 100,00 | 3 / 5      |
| Lajes do Pico          |         | Partido Socialista       | Roberto da Silva   | 50,51 / 100,00 | 3 / 5      |
| Madalena               |         | Partido Social Democrata | Jorge Rodrigues    | 64,14 / 100,00 | 4 / 5      |
| Nordeste               |         | Partido Social Democrata | José Carreiro      | 56,50 / 100,00 | 3 / 5      |
| Ponta Delgada          |         | Partido Social Democrata | Berta Cabral       | 60,69 / 100,00 | 6 / 9      |
| Povoação               |         | Partido Socialista       | Carlos Ávila       | 57,25 / 100,00 | 3 / 5      |
| Praia da Vitória       |         | Partido Socialista       | Roberto Monteiro   | 69,50 / 100,00 | 5 / 7      |
| Ribeira Grande         |         | Partido Socialista       | Ricardo da Silva   | 54,54 / 100,00 | 4 / 7      |
| Santa Cruz da Graciosa |         | Partido Socialista       | Manuel Santos      | 52,49 / 100,00 | 3 / 5      |
| Santa Cruz das Flores  |         | Partido Socialista       | Manuel Pereira     | 56,35 / 100,00 | 4 / 5      |
| São Roque do Pico      |         | Partido Social Democrata | Luís da Silva      | 56,37 / 100,00 | 3 / 5      |
| Velas                  |         | Partido Socialista       | Manuel da Silveira | 50,10 / 100,00 | 3 / 5      |
| Vila do Porto          |         | Partido Social Democrata | Carlos Rodrigues   | 55,85 / 100,00 | 3 / 5      |
| Vila Franca do Campo   |         | Partido Socialista       | António Cordeiro   | 58,05 / 100,00 | 3 / 5      |

### Distrito de Aveiro
| Concelho             | Partido | Partido                                                  | Presidente         | %              | Vereadores |
| -------------------- | ------- | -------------------------------------------------------- | ------------------ | -------------- | ---------- |
| Águeda               |         | Partido Socialista                                       | Gil Nadais         | 54,48 / 100,00 | 4 / 7      |
| Albergaria-a-Velha   |         | Partido Social Democrata                                 | João Pereira       | 47,86 / 100,00 | 4 / 7      |
| Anadia               |         | Partido Social Democrata                                 | Litério Marques    | 57,02 / 100,00 | 5 / 7      |
| Arouca               |         | Partido Socialista                                       | José Neves         | 58,52 / 100,00 | 5 / 7      |
| Aveiro               |         | Coligação Partido Social Democrata–CDS – Partido Popular | Élio Maia          | 53,79 / 100,00 | 6 / 9      |
| Castelo de Paiva     |         | Partido Socialista                                       | Gonçalo de Jesus   | 46,73 / 100,00 | 4 / 7      |
| Espinho              |         | Partido Social Democrata                                 | Pinto Moreira      | 39,11 / 100,00 | 4 / 7      |
| Estarreja            |         | Coligação Partido Social Democrata–CDS – Partido Popular | José de Matos      | 64,15 / 100,00 | 5 / 7      |
| Ílhavo               |         | Partido Social Democrata                                 | Ribau Esteves      | 63,53 / 100,00 | 5 / 7      |
| Mealhada             |         | Partido Socialista                                       | Carlos Cabral      | 61,26 / 100,00 | 5 / 7      |
| Murtosa              |         | Partido Social Democrata                                 | António Sousa      | 66,30 / 100,00 | 4 / 5      |
| Oliveira de Azeméis  |         | Partido Social Democrata                                 | Hermínio Loureiro  | 44,83 / 100,00 | 5 / 9      |
| Oliveira do Bairro   |         | Partido Social Democrata                                 | Mário Oliveira     | 53,58 / 100,00 | 4 / 7      |
| Ovar                 |         | Partido Socialista                                       | Manuel de Oliveira | 48,98 / 100,00 | 4 / 7      |
| Santa Maria da Feira |         | Partido Social Democrata                                 | Alfredo Henriques  | 48,07 / 100,00 | 6 / 11     |
| São João da Madeira  |         | Partido Social Democrata                                 | Manuel de Almeida  | 55,95 / 100,00 | 5 / 7      |
| Sever do Vouga       |         | Partido Socialista                                       | Manuel Soares      | 46,58 / 100,00 | 4 / 7      |
| Vagos                |         | Partido Social Democrata                                 | Rui da Cruz        | 63,42 / 100,00 | 5 / 7      |
| Vale de Cambra       |         | Partido Social Democrata                                 | José da Silva      | 46,17 / 100,00 | 4 / 7      |

### Distrito de Beja
| Concelho             | Partido | Partido                              | Presidente           | %              | Vereadores |
| -------------------- | ------- | ------------------------------------ | -------------------- | -------------- | ---------- |
| Aljustrel            |         | Partido Socialista                   | Nélson Brito         | 49,07 / 100,00 | 3 / 5      |
| Almodôvar            |         | Partido Social Democrata             | António Sebastião    | 56,28 / 100,00 | 3 / 5      |
| Alvito               |         | CDU – Coligação Democrática Unitária | João Penetra         | 34,08 / 100,00 | 2 / 5      |
| Barrancos            |         | CDU – Coligação Democrática Unitária | António Tereno       | 59,52 / 100,00 | 3 / 5      |
| Beja                 |         | Partido Socialista                   | Jorge Pulido Valente | 45,72 / 100,00 | 4 / 7      |
| Castro Verde         |         | CDU – Coligação Democrática Unitária | Francisco Duarte     | 54,97 / 100,00 | 3 / 5      |
| Cuba                 |         | Partido Socialista                   | Francisco Orelha     | 48,17 / 100,00 | 3 / 5      |
| Ferreira do Alentejo |         | Partido Socialista                   | Aníbal da Costa      | 55,90 / 100,00 | 3 / 5      |
| Mértola              |         | Partido Socialista                   | Jorge Rosa           | 46,35 / 100,00 | 3 / 5      |
| Moura                |         | CDU – Coligação Democrática Unitária | José Pós-de-Mina     | 49,49 / 100,00 | 4 / 7      |
| Odemira              |         | Partido Socialista                   | José Guerreiro       | 46,57 / 100,00 | 4 / 7      |
| Ourique              |         | Partido Socialista                   | Pedro do Carmo       | 66,65 / 100,00 | 4 / 5      |
| Serpa                |         | CDU – Coligação Democrática Unitária | João Rocha           | 51,90 / 100,00 | 4 / 7      |
| Vidigueira           |         | CDU – Coligação Democrática Unitária | Manuel Marra         | 55,23 / 100,00 | 3 / 5      |

### Distrito de Braga
| Concelho               | Partido | Partido                                                    | Presidente                 | %              | Vereadores |
| ---------------------- | ------- | ---------------------------------------------------------- | -------------------------- | -------------- | ---------- |
| Amares                 |         | Grupo de cidadãos eleitores José Barbosa – Amares Primeiro | José Barbosa               | 47,10 / 100,00 | 4 / 7      |
| Barcelos               |         | Partido Socialista                                         | Miguel da Costa Gomes      | 44,52 / 100,00 | 6 / 11     |
| Braga                  |         | Partido Socialista                                         | Francisco Mesquita Machado | 44,71 / 100,00 | 6 / 11     |
| Cabeceiras de Basto    |         | Partido Socialista                                         | Joaquim Barreto            | 68,57 / 100,00 | 5 / 7      |
| Celorico de Basto      |         | Partido Social Democrata                                   | Joaquim da Mota e Silva    | 51,16 / 100,00 | 4 / 7      |
| Esposende              |         | Partido Social Democrata                                   | Fernando Cepa              | 58,92 / 100,00 | 5 / 7      |
| Fafe                   |         | Partido Socialista                                         | José Ribeiro               | 50,94 / 100,00 | 5 / 9      |
| Guimarães              |         | Partido Socialista                                         | António Magalhães          | 53,49 / 100,00 | 7 / 11     |
| Póvoa de Lanhoso       |         | Partido Social Democrata                                   | Manuel Baptista            | 53,39 / 100,00 | 4 / 7      |
| Terras de Bouro        |         | Partido Socialista                                         | Joaquim Viana              | 50,50 / 100,00 | 3 / 5      |
| Vieira do Minho        |         | Partido Socialista                                         | Jorge Dantas               | 47,82 / 100,00 | 4 / 7      |
| Vila Nova de Famalicão |         | Coligação Partido Social Democrata–CDS – Partido Popular   | Armindo Costa              | 55,94 / 100,00 | 7 / 11     |
| Vila Verde             |         | Partido Social Democrata                                   | António Vilela             | 46,06 / 100,00 | 4 / 7      |
| Vizela                 |         | Partido Socialista                                         | Dinis Costa                | 49,12 / 100,00 | 4 / 7      |

### Distrito de Bragança
| Concelho                 | Partido | Partido                                                  | Presidente        | %              | Vereadores |
| ------------------------ | ------- | -------------------------------------------------------- | ----------------- | -------------- | ---------- |
| Alfândega da Fé          |         | Partido Socialista                                       | Berta Nunes       | 52,56 / 100,00 | 3 / 5      |
| Bragança                 |         | Partido Social Democrata                                 | António Nunes     | 48,19 / 100,00 | 4 / 7      |
| Carrazeda de Ansiães     |         | Coligação Partido Social Democrata–CDS – Partido Popular | José Correia      | 35,41 / 100,00 | 2 / 5      |
| Freixo de Espada à Cinta |         | Partido Socialista                                       | José Santos       | 55,44 / 100,00 | 3 / 5      |
| Macedo de Cavaleiros     |         | Coligação Partido Social Democrata–CDS – Partido Popular | Beraldino Pinto   | 53,96 / 100,00 | 4 / 7      |
| Miranda do Douro         |         | Partido Socialista                                       | Artur Nunes       | 52,62 / 100,00 | 3 / 5      |
| Mirandela                |         | Partido Social Democrata                                 | José Silvano      | 52,87 / 100,00 | 4 / 7      |
| Mogadouro                |         | Partido Social Democrata                                 | António Machado   | 54,25 / 100,00 | 4 / 7      |
| Torre de Moncorvo        |         | Partido Socialista                                       | Fernando Ferreira | 48,71 / 100,00 | 4 / 7      |
| Vila Flor                |         | Partido Socialista                                       | Artur Pimentel    | 57,00 / 100,00 | 4 / 5      |
| Vimioso                  |         | Partido Social Democrata                                 | José Rodrigues    | 57,75 / 100,00 | 3 / 5      |
| Vinhais                  |         | Partido Socialista                                       | Américo Pereira   | 68,40 / 100,00 | 6 / 7      |

### Distrito de Castelo Branco
| Concelho            | Partido | Partido                  | Presidente         | %              | Vereadores |
| ------------------- | ------- | ------------------------ | ------------------ | -------------- | ---------- |
| Belmonte            |         | Partido Socialista       | Amândio Melo       | 49,69 / 100,00 | 3 / 5      |
| Castelo Branco      |         | Partido Socialista       | Joaquim Dias       | 69,90 / 100,00 | 8 / 9      |
| Covilhã             |         | Partido Social Democrata | Carlos Pinto       | 56,69 / 100,00 | 6 / 9      |
| Fundão              |         | Partido Social Democrata | Manuel Frexes      | 61,17 / 100,00 | 5 / 7      |
| Idanha-a-Nova       |         | Partido Socialista       | Álvaro Rocha       | 58,50 / 100,00 | 5 / 7      |
| Oleiros             |         | Partido Social Democrata | José Marques       | 75,16 / 100,00 | 4 / 5      |
| Penamacor           |         | Partido Socialista       | Domingos Torrão    | 53,64 / 100,00 | 3 / 5      |
| Proença-a-Nova      |         | Partido Socialista       | João Catarino      | 76,56 / 100,00 | 4 / 5      |
| Sertã               |         | Partido Social Democrata | José Nunes         | 50,91 / 100,00 | 4 / 7      |
| Vila de Rei         |         | Partido Social Democrata | Maria Irene Barata | 61,09 / 100,00 | 4 / 5      |
| Vila Velha de Ródão |         | Partido Socialista       | Maria Sequeira     | 61,02 / 100,00 | 3 / 5      |

### Distrito de Coimbra
| Concelho             | Partido | Partido                                                                             | Presidente         | %              | Vereadores |
| -------------------- | ------- | ----------------------------------------------------------------------------------- | ------------------ | -------------- | ---------- |
| Arganil              |         | Partido Social Democrata                                                            | Ricardo Alves      | 58,50 / 100,00 | 5 / 7      |
| Cantanhede           |         | Partido Social Democrata                                                            | João de Moura      | 66,89 / 100,00 | 5 / 7      |
| Coimbra              |         | Coligação Partido Social Democrata–CDS – Partido Popular–Partido Popular Monárquico | Carlos Encarnação  | 41,60 / 100,00 | 6 / 11     |
| Condeixa-a-Nova      |         | Partido Socialista                                                                  | Jorge Bento        | 57,11 / 100,00 | 5 / 7      |
| Figueira da Foz      |         | Partido Socialista                                                                  | João das Neves     | 37,78 / 100,00 | 4 / 9      |
| Góis                 |         | Partido Socialista                                                                  | Maria Castanheira  | 51,45 / 100,00 | 3 / 5      |
| Lousã                |         | Partido Socialista                                                                  | Fernando Carvalho  | 57,21 / 100,00 | 5 / 7      |
| Mira                 |         | Partido Socialista                                                                  | João Reigota       | 55,99 / 100,00 | 5 / 7      |
| Miranda do Corvo     |         | Coligação Partido Social Democrata–CDS – Partido Popular                            | Maria Ferreira     | 48,53 / 100,00 | 4 / 7      |
| Montemor-o-Velho     |         | Coligação Partido Social Democrata–CDS – Partido Popular                            | Luís Leal          | 56,70 / 100,00 | 5 / 7      |
| Oliveira do Hospital |         | Partido Socialista                                                                  | José Mendes        | 36,11 / 100,00 | 3 / 7      |
| Pampilhosa da Serra  |         | Partido Social Democrata                                                            | José Dias          | 55,88 / 100,00 | 3 / 5      |
| Penacova             |         | Partido Socialista                                                                  | Humberto Oliveira  | 50,97 / 100,00 | 4 / 7      |
| Penela               |         | Partido Social Democrata                                                            | Paulo Júlio        | 62,49 / 100,00 | 3 / 5      |
| Soure                |         | Partido Socialista                                                                  | João Gouveia       | 53,45 / 100,00 | 5 / 7      |
| Tábua                |         | Partido Socialista                                                                  | Francisco Portela  | 56,36 / 100,00 | 4 / 7      |
| Vila Nova de Poiares |         | Partido Social Democrata                                                            | Jaime Marta Soares | 56,50 / 100,00 | 3 / 5      |

### Distrito de Évora
| Concelho              | Partido | Partido                                                                    | Presidente         | %              | Vereadores |
| --------------------- | ------- | -------------------------------------------------------------------------- | ------------------ | -------------- | ---------- |
| Alandroal             |         | Grupo de cidadãos eleitores Movimento Unidade Desenvolvimento de Alandroal | João Grilo         | 39,59 / 100,00 | 2 / 5      |
| Arraiolos             |         | CDU – Coligação Democrática Unitária                                       | Jerónimo Lóios     | 64,04 / 100,00 | 4 / 5      |
| Borba                 |         | Partido Socialista                                                         | Ângelo de Sá       | 63,16 / 100,00 | 4 / 5      |
| Estremoz              |         | Grupo de cidadãos eleitores Movimento Independente por Estremoz            | Luís Mourinha      | 40,03 / 100,00 | 3 / 7      |
| Évora                 |         | Partido Socialista                                                         | José d'Oliveira    | 39,48 / 100,00 | 3 / 7      |
| Montemor-o-Novo       |         | CDU – Coligação Democrática Unitária                                       | Carlos Pinto de Sá | 55,03 / 100,00 | 4 / 7      |
| Mora                  |         | CDU – Coligação Democrática Unitária                                       | Luís de Mato       | 61,29 / 100,00 | 3 / 5      |
| Mourão                |         | Partido Socialista                                                         | José Lopes         | 48,18 / 100,00 | 3 / 5      |
| Portel                |         | Partido Socialista                                                         | Norberto Patinho   | 65,59 / 100,00 | 4 / 5      |
| Redondo               |         | Grupo de cidadãos eleitores Movimento Independente do Concelho de Redondo  | Alfredo Barroso    | 53,88 / 100,00 | 4 / 5      |
| Reguengos de Monsaraz |         | Partido Socialista                                                         | José Calixto       | 64,66 / 100,00 | 4 / 5      |
| Vendas Novas          |         | CDU – Coligação Democrática Unitária                                       | José Figueira      | 52,20 / 100,00 | 4 / 7      |
| Viana do Alentejo     |         | Partido Socialista                                                         | Bernardino Pinto   | 52,06 / 100,00 | 3 / 5      |
| Vila Viçosa           |         | Partido Socialista                                                         | Luís Roma          | 46,49 / 100,00 | 3 / 5      |

### Distrito de Faro
| Concelho                   | Partido | Partido                                                                                              | Presidente              | %              | Vereadores |
| -------------------------- | ------- | --- | ----------------------- | -------------- | ---------- |
| Albufeira                  |         | Partido Social Democrata                                                                             | Desidério da Silva      | 67,02 / 100,00 | 6 / 7      |
| Alcoutim                   |         | Partido Social Democrata                                                                             | Francisco Amaral        | 51,56 / 100,00 | 3 / 5      |
| Aljezur                    |         | Partido Socialista                                                                                   | José Amarelinho         | 66,02 / 100,00 | 4 / 5      |
| Castro Marim               |         | Partido Social Democrata                                                                             | José Estevens           | 54,37 / 100,00 | 3 / 5      |
| Faro                       |         | Coligação Partido Social Democrata–CDS – Partido Popular–Partido Popular Monárquico–Partido da Terra | Macário Correia         | 42,67 / 100,00 | 5 / 9      |
| Lagoa                      |         | Partido Social Democrata                                                                             | José Eduardo            | 44,91 / 100,00 | 4 / 7      |
| Lagos                      |         | Partido Socialista                                                                                   | Júlio Barroso           | 60,93 / 100,00 | 5 / 7      |
| Loulé                      |         | Partido Social Democrata                                                                             | Sebastião Seruca Emídio | 57,00 / 100,00 | 6 / 9      |
| Monchique                  |         | Partido Social Democrata                                                                             | Rui André               | 46,73 / 100,00 | 3 / 5      |
| Olhão                      |         | Partido Socialista                                                                                   | Francisco Leal          | 45,85 / 100,00 | 4 / 7      |
| Portimão                   |         | Partido Socialista                                                                                   | Manuel da Luz           | 55,49 / 100,00 | 5 / 7      |
| São Brás de Alportel       |         | Partido Socialista                                                                                   | António Eusébio         | 72,99 / 100,00 | 4 / 5      |
| Silves                     |         | Partido Social Democrata                                                                             | Maria da Silva Soares   | 39,54 / 100,00 | 3 / 7      |
| Tavira                     |         | Partido Socialista                                                                                   | Jorge Botelho           | 45,99 / 100,00 | 4 / 7      |
| Vila do Bispo              |         | Partido Socialista                                                                                   | Adelino Soares          | 39,60 / 100,00 | 2 / 5      |
| Vila Real de Santo António |         | Partido Social Democrata                                                                             | Luís Gomes              | 71,09 / 100,00 | 6 / 7      |

### Distrito da Guarda
| Concelho                    | Partido | Partido                                                  | Presidente            | %              | Vereadores |
| --------------------------- | ------- | -------------------------------------------------------- | --------------------- | -------------- | ---------- |
| Aguiar da Beira             |         | Partido Social Democrata                                 | Augusto Andrade       | 51,69 / 100,00 | 3 / 5      |
| Almeida                     |         | Coligação Partido Social Democrata–CDS – Partido Popular | António Ribeiro       | 52,12 / 100,00 | 3 / 5      |
| Celorico da Beira           |         | Partido Socialista                                       | José Monteiro         | 53,20 / 100,00 | 3 / 5      |
| Figueira de Castelo Rodrigo |         | Partido Social Democrata                                 | António Ribeiro       | 55,42 / 100,00 | 3 / 5      |
| Fornos de Algodres          |         | Partido Social Democrata                                 | José Miranda          | 54,67 / 100,00 | 3 / 5      |
| Gouveia                     |         | Partido Social Democrata                                 | Álvaro Amaro          | 52,08 / 100,00 | 4 / 7      |
| Guarda                      |         | Partido Socialista                                       | Joaquim Valente       | 55,79 / 100,00 | 5 / 7      |
| Manteigas                   |         | Partido Socialista                                       | Esmeraldo Carvalhinho | 54,02 / 100,00 | 3 / 5      |
| Mêda                        |         | Partido Socialista                                       | Armando Carneiro      | 53,37 / 100,00 | 3 / 5      |
| Pinhel                      |         | Partido Social Democrata                                 | António Ruas          | 59,98 / 100,00 | 5 / 7      |
| Sabugal                     |         | Partido Social Democrata                                 | António Robalo        | 38,90 / 100,00 | 3 / 7      |
| Seia                        |         | Partido Socialista                                       | Carlos Filipe Camelo  | 52,19 / 100,00 | 4 / 7      |
| Trancoso                    |         | Partido Social Democrata                                 | Júlio Sarmento        | 50,43 / 100,00 | 4 / 7      |
| Vila Nova de Foz Coa        |         | Partido Social Democrata                                 | Gustavo Duarte        | 48,53 / 100,00 | 3 / 5      |

### Distrito de Leiria
| Concelho            | Partido | Partido                              | Presidente           | %              | Vereadores |
| ------------------- | ------- | ------------------------------------ | -------------------- | -------------- | ---------- |
| Alcobaça            |         | Partido Social Democrata             | Paulo Inácio         | 44,93 / 100,00 | 4 / 7      |
| Alvaiázere          |         | Partido Social Democrata             | Paulo Morgado        | 50,72 / 100,00 | 3 / 5      |
| Ansião              |         | Partido Social Democrata             | Rui Rocha            | 62,58 / 100,00 | 5 / 7      |
| Batalha             |         | Partido Social Democrata             | António Lucas        | 68,26 / 100,00 | 5 / 7      |
| Bombarral           |         | Partido Social Democrata             | José Vieira          | 49,89 / 100,00 | 4 / 7      |
| Caldas da Rainha    |         | Partido Social Democrata             | Fernando da Costa    | 50,47 / 100,00 | 4 / 7      |
| Castanheira de Pera |         | Partido Socialista                   | Fernando Lopes       | 49,12 / 100,00 | 3 / 5      |
| Figueiró dos Vinhos |         | Partido Social Democrata             | Rui Silva            | 55,38 / 100,00 | 3 / 5      |
| Leiria              |         | Partido Socialista                   | Raul de Castro       | 44,86 / 100,00 | 5 / 11     |
| Marinha Grande      |         | Partido Socialista                   | Álvaro Pereira       | 36,09 / 100,00 | 3 / 7      |
| Nazaré              |         | Partido Social Democrata             | Jorge Barroso        | 48,03 / 100,00 | 4 / 7      |
| Óbidos              |         | Partido Social Democrata             | Telmo Faria          | 68,47 / 100,00 | 5 / 7      |
| Pedrógão Grande     |         | Partido Social Democrata             | João Marques         | 68,44 / 100,00 | 4 / 5      |
| Peniche             |         | CDU – Coligação Democrática Unitária | António José Correia | 44,08 / 100,00 | 4 / 7      |
| Pombal              |         | Partido Social Democrata             | Narciso Mota         | 65,79 / 100,00 | 7 / 9      |
| Porto de Mós        |         | Partido Socialista                   | João Salgueiro       | 58,88 / 100,00 | 5 / 7      |

### Distrito de Lisboa
| Concelho               | Partido | Partido                                                                                              | Presidente           | %              | Vereadores |
| ---------------------- | ------- | --- | -------------------- | -------------- | ---------- |
| Alenquer               |         | Partido Socialista                                                                                   | Jorge Riso           | 39,99 / 100,00 | 3 / 7      |
| Amadora                |         | Partido Socialista                                                                                   | Joaquim Raposo       | 46,51 / 100,00 | 6 / 11     |
| Arruda dos Vinhos      |         | Partido Social Democrata                                                                             | Carlos Lourenço      | 50,52 / 100,00 | 3 / 5      |
| Azambuja               |         | Partido Socialista                                                                                   | Joaquim Ramos        | 56,62 / 100,00 | 5 / 7      |
| Cadaval                |         | Partido Social Democrata                                                                             | Aristides Sécio      | 44,93 / 100,00 | 4 / 7      |
| Cascais                |         | Coligação Partido Social Democrata–CDS – Partido Popular                                             | António Capucho      | 53,04 / 100,00 | 7 / 11     |
| Lisboa                 |         | Partido Socialista                                                                                   | António Costa        | 44,01 / 100,00 | 9 / 17     |
| Loures                 |         | Partido Socialista                                                                                   | Carlos Teixeira      | 48,16 / 100,00 | 6 / 11     |
| Lourinhã               |         | Partido Socialista                                                                                   | José Manuel Custódio | 57,13 / 100,00 | 5 / 7      |
| Mafra                  |         | Partido Social Democrata                                                                             | José dos Santos      | 52,04 / 100,00 | 6 / 9      |
| Odivelas               |         | Partido Socialista                                                                                   | Susana Amador        | 37,61 / 100,00 | 5 / 11     |
| Oeiras                 |         | Grupo de cidadãos eleitores Isaltino – Oeiras Mais à Frente                                          | Isaltino Morais      | 41,52 / 100,00 | 5 / 11     |
| Sintra                 |         | Coligação Partido Social Democrata–CDS – Partido Popular–Partido Popular Monárquico–Partido da Terra | Fernando Seara       | 45,25 / 100,00 | 6 / 11     |
| Sobral de Monte Agraço |         | CDU – Coligação Democrática Unitária                                                                 | António Bogalho      | 54,33 / 100,00 | 3 / 5      |
| Torres Vedras          |         | Partido Socialista                                                                                   | Carlos Miguel        | 61,07 / 100,00 | 6 / 9      |
| Vila Franca de Xira    |         | Partido Socialista                                                                                   | Maria Rosinha        | 43,98 / 100,00 | 5 / 11     |

### Região Autónoma da Madeira
| Concelho        | Partido | Partido                  | Presidente         | %              | Vereadores |
| --------------- | ------- | ------------------------ | ------------------ | -------------- | ---------- |
| Calheta         |         | Partido Social Democrata | Manuel de Castro   | 64,13 / 100,00 | 6 / 7      |
| Câmara de Lobos |         | Partido Social Democrata | Arlindo Gomes      | 45,82 / 100,00 | 4 / 7      |
| Funchal         |         | Partido Social Democrata | Miguel Albuquerque | 52,20 / 100,00 | 7 / 11     |
| Machico         |         | Partido Social Democrata | Emanuel Gomes      | 50,13 / 100,00 | 4 / 7      |
| Ponta do Sol    |         | Partido Social Democrata | Rui Luís           | 71,55 / 100,00 | 4 / 5      |
| Porto Moniz     |         | Partido Social Democrata | Edgar Correia      | 50,95 / 100,00 | 3 / 5      |
| Porto Santo     |         | Partido Social Democrata | Roberto da Silva   | 68,59 / 100,00 | 4 / 5      |
| Ribeira Brava   |         | Partido Social Democrata | José Fernandes     | 57,68 / 100,00 | 5 / 7      |
| Santa Cruz      |         | Partido Social Democrata | José Gonçalves     | 41,88 / 100,00 | 3 / 7      |
| Santana         |         | Partido Social Democrata | Rui de Ascensão    | 58,45 / 100,00 | 4 / 5      |
| São Vicente     |         | Partido Social Democrata | Jorge Romeira      | 48,78 / 100,00 | 3 / 5      |

### Distrito de Portalegre
| Concelho        | Partido | Partido                              | Presidente          | %              | Vereadores |
| --------------- | ------- | ------------------------------------ | ------------------- | -------------- | ---------- |
| Alter do Chão   |         | Partido Social Democrata             | Joviano Vitorino    | 43,43 / 100,00 | 3 / 5      |
| Arronches       |         | Partido Social Democrata             | Fermelinda Carvalho | 54,25 / 100,00 | 3 / 5      |
| Avis            |         | CDU – Coligação Democrática Unitária | Manuel Coelho       | 53,93 / 100,00 | 3 / 5      |
| Campo Maior     |         | Partido Socialista                   | Ricardo Pinheiro    | 46,84 / 100,00 | 3 / 5      |
| Castelo de Vide |         | Partido Social Democrata             | António Ribeiro     | 53,23 / 100,00 | 3 / 5      |
| Crato           |         | CDU – Coligação Democrática Unitária | João Ribeiro        | 46,37 / 100,00 | 3 / 5      |
| Elvas           |         | Partido Socialista                   | Rondão Almeida      | 68,39 / 100,00 | 6 / 7      |
| Fronteira       |         | Partido Social Democrata             | Pedro Lancha        | 53,42 / 100,00 | 3 / 5      |
| Gavião          |         | Partido Socialista                   | Jorge de Jesus      | 59,92 / 100,00 | 4 / 5      |
| Marvão          |         | Partido Social Democrata             | Victor Frutuoso     | 48,45 / 100,00 | 3 / 5      |
| Monforte        |         | Partido Socialista                   | Miguel Rasquinho    | 47,03 / 100,00 | 3 / 5      |
| Nisa            |         | CDU – Coligação Democrática Unitária | Maria Tsukamoto     | 35,84 / 100,00 | 2 / 5      |
| Ponte de Sor    |         | Partido Socialista                   | João Pinto          | 58,32 / 100,00 | 4 / 7      |
| Portalegre      |         | Partido Social Democrata             | Mata Cáceres        | 42,14 / 100,00 | 3 / 7      |
| Sousel          |         | Partido Social Democrata             | Armando Varela      | 50,52 / 100,00 | 3 / 5      |

### Distrito de Porto
| Concelho           | Partido | Partido                                                             | Presidente          | %              | Vereadores |
| ------------------ | ------- | ------------------------------------------------------------------- | ------------------- | -------------- | ---------- |
| Amarante           |         | Partido Socialista                                                  | Armindo Abreu       | 46,66 / 100,00 | 5 / 9      |
| Baião              |         | Partido Socialista                                                  | José Luís Carneiro  | 66,84 / 100,00 | 5 / 7      |
| Felgueiras         |         | Coligação Partido Social Democrata–CDS – Partido Popular            | José Ribeiro        | 48,65 / 100,00 | 4 / 7      |
| Gondomar           |         | Grupo de cidadãos eleitores Valentim Loureiro – Gondomar no Coração | Valentim Loureiro   | 42,75 / 100,00 | 5 / 11     |
| Lousada            |         | Partido Socialista                                                  | Jorge de Magalhães  | 57,69 / 100,00 | 4 / 7      |
| Maia               |         | Partido Social Democrata                                            | Bragança Fernandes  | 57,76 / 100,00 | 8 / 11     |
| Marco de Canaveses |         | Partido Social Democrata                                            | Manuel Moreira      | 43,11 / 100,00 | 4 / 7      |
| Matosinhos         |         | Partido Socialista                                                  | Guilherme Pinto     | 42,31 / 100,00 | 5 / 11     |
| Paços de Ferreira  |         | Partido Social Democrata                                            | Pedro Pinto         | 52,36 / 100,00 | 4 / 7      |
| Paredes            |         | Partido Social Democrata                                            | Celso Ferreira      | 57,81 / 100,00 | 6 / 9      |
| Penafiel           |         | Coligação Partido Social Democrata–CDS – Partido Popular            | Alberto Santos      | 64,18 / 100,00 | 6 / 9      |
| Porto              |         | Coligação Partido Social Democrata–CDS – Partido Popular            | Rui Rio             | 47,48 / 100,00 | 7 / 13     |
| Póvoa de Varzim    |         | Partido Social Democrata                                            | José Vieira         | 46,29 / 100,00 | 5 / 9      |
| Santo Tirso        |         | Partido Socialista                                                  | António Fernandes   | 47,59 / 100,00 | 5 / 9      |
| Trofa              |         | Partido Socialista                                                  | Joana Lima          | 46,19 / 100,00 | 4 / 7      |
| Valongo            |         | Coligação Partido Social Democrata–CDS – Partido Popular            | Fernando de Melo    | 34,27 / 100,00 | 4 / 9      |
| Vila do Conde      |         | Partido Socialista                                                  | Mário de Almeida    | 61,63 / 100,00 | 6 / 9      |
| Vila Nova de Gaia  |         | Coligação Partido Social Democrata–CDS – Partido Popular            | Luís Filipe Menezes | 61,98 / 100,00 | 8 / 11     |

### Distrito de Santarém
| Concelho               | Partido | Partido                                                  | Presidente             | %              | Vereadores |
| ---------------------- | ------- | -------------------------------------------------------- | ---------------------- | -------------- | ---------- |
| Abrantes               |         | Partido Socialista                                       | Maria Albuquerque      | 40,50 / 100,00 | 4 / 7      |
| Alcanena               |         | Partido Socialista                                       | Fernanda Asseiceira    | 45,59 / 100,00 | 4 / 7      |
| Almeirim               |         | Partido Socialista                                       | José Gomes             | 52,88 / 100,00 | 5 / 7      |
| Alpiarça               |         | CDU – Coligação Democrática Unitária                     | Mário Pereira          | 49,67 / 100,00 | 3 / 5      |
| Benavente              |         | CDU – Coligação Democrática Unitária                     | António Ganhão         | 59,69 / 100,00 | 5 / 7      |
| Cartaxo                |         | Partido Socialista                                       | Paulo Caldas           | 47,00 / 100,00 | 4 / 7      |
| Chamusca               |         | CDU – Coligação Democrática Unitária                     | Sérgio Carrinho        | 43,51 / 100,00 | 2 / 5      |
| Constância             |         | CDU – Coligação Democrática Unitária                     | Máximo Ferreira        | 48,09 / 100,00 | 3 / 5      |
| Coruche                |         | Partido Socialista                                       | Dionísio Mendes        | 57,14 / 100,00 | 5 / 7      |
| Entroncamento          |         | Partido Social Democrata                                 | Jaime Ramos            | 52,52 / 100,00 | 4 / 7      |
| Ferreira do Zêzere     |         | Partido Social Democrata                                 | Jacinto Flores         | 52,36 / 100,00 | 3 / 5      |
| Golegã                 |         | Partido Socialista                                       | José Maltez            | 63,36 / 100,00 | 5 / 5      |
| Mação                  |         | Partido Social Democrata                                 | José Rocha             | 52,09 / 100,00 | 3 / 5      |
| Ourém                  |         | Partido Socialista                                       | Paulo Fonseca          | 47,35 / 100,00 | 4 / 7      |
| Rio Maior              |         | Coligação Partido Social Democrata–CDS – Partido Popular | Isaura Morais          | 49,21 / 100,00 | 4 / 7      |
| Salvaterra de Magos    |         | Bloco de Esquerda                                        | Ana Ribeiro            | 46,08 / 100,00 | 4 / 7      |
| Santarém               |         | Partido Social Democrata                                 | Francisco Moita Flores | 64,21 / 100,00 | 7 / 9      |
| Sardoal                |         | Partido Social Democrata                                 | Fernando Moleirinho    | 55,41 / 100,00 | 3 / 5      |
| Tomar                  |         | Partido Social Democrata                                 | Fernando de Sousa      | 34,96 / 100,00 | 3 / 7      |
| Torres Novas           |         | Partido Socialista                                       | António Rodrigues      | 53,81 / 100,00 | 5 / 7      |
| Vila Nova da Barquinha |         | Partido Socialista                                       | Vítor Pombeiro         | 59,05 / 100,00 | 4 / 5      |

### Distrito de Setúbal
| Concelho          | Partido | Partido                                          | Presidente            | %              | Vereadores |
| ----------------- | ------- | ------------------------------------------------ | --------------------- | -------------- | ---------- |
| Alcácer do Sal    |         | Partido Socialista                               | Pedro Paredes         | 45,03 / 100,00 | 4 / 7      |
| Alcochete         |         | CDU – Coligação Democrática Unitária             | Luís Franco           | 52,42 / 100,00 | 5 / 7      |
| Almada            |         | CDU – Coligação Democrática Unitária             | Maria Emília de Sousa | 38,67 / 100,00 | 5 / 11     |
| Barreiro          |         | CDU – Coligação Democrática Unitária             | Carlos Humberto       | 47,68 / 100,00 | 5 / 9      |
| Grândola          |         | Partido Socialista                               | Carlos Beato          | 55,96 / 100,00 | 5 / 7      |
| Moita             |         | CDU – Coligação Democrática Unitária             | João Lobo             | 44,93 / 100,00 | 5 / 9      |
| Montijo           |         | Partido Socialista                               | Maria Antunes         | 48,74 / 100,00 | 4 / 7      |
| Palmela           |         | CDU – Coligação Democrática Unitária             | Ana de Sá             | 50,19 / 100,00 | 5 / 7      |
| Santiago do Cacém |         | CDU – Coligação Democrática Unitária             | Vítor Proença         | 48,98 / 100,00 | 4 / 7      |
| Seixal            |         | CDU – Coligação Democrática Unitária             | Alfredo da Costa      | 47,85 / 100,00 | 6 / 11     |
| Sesimbra          |         | CDU – Coligação Democrática Unitária             | Augusto Pólvora       | 51,81 / 100,00 | 5 / 7      |
| Setúbal           |         | CDU – Coligação Democrática Unitária             | Maria das Dores Meira | 38,83 / 100,00 | 5 / 9      |
| Sines             |         | Grupo de cidadãos eleitores Sines Interessa Mais | Manuel Carvalho       | 43,86 / 100,00 | 4 / 7      |

### Distrito de Viana do Castelo
| Concelho              | Partido | Partido                  | Presidente          | %              | Vereadores |
| --------------------- | ------- | ------------------------ | ------------------- | -------------- | ---------- |
| Arcos de Valdevez     |         | Partido Social Democrata | Francisco de Araújo | 68,29 / 100,00 | 6 / 7      |
| Caminha               |         | Partido Social Democrata | Júlia Costa         | 54,31 / 100,00 | 4 / 7      |
| Melgaço               |         | Partido Socialista       | António Soalheiro   | 71,09 / 100,00 | 6 / 7      |
| Monção                |         | Partido Socialista       | José Moreira        | 68,37 / 100,00 | 6 / 7      |
| Paredes de Coura      |         | Partido Socialista       | António Júnior      | 55,63 / 100,00 | 3 / 5      |
| Ponte da Barca        |         | Partido Socialista       | António Abreu       | 50,72 / 100,00 | 4 / 7      |
| Ponte de Lima         |         | CDS – Partido Popular    | Victor Alves Mendes | 64,26 / 100,00 | 6 / 7      |
| Valença               |         | Partido Social Democrata | Jorge Mendes        | 43,88 / 100,00 | 4 / 7      |
| Viana do Castelo      |         | Partido Socialista       | José Maria da Costa | 50,20 / 100,00 | 5 / 9      |
| Vila Nova de Cerveira |         | Partido Socialista       | José Carpinteira    | 67,92 / 100,00 | 4 / 5      |

### Distrito de Vila Real
| Concelho                 | Partido | Partido                                                  | Presidente         | %              | Vereadores |
| ------------------------ | ------- | -------------------------------------------------------- | ------------------ | -------------- | ---------- |
| Alijó                    |         | Partido Socialista                                       | José Cascarejo     | 56,24 / 100,00 | 4 / 7      |
| Boticas                  |         | Partido Social Democrata                                 | Fernando Campos    | 73,08 / 100,00 | 5 / 5      |
| Chaves                   |         | Partido Social Democrata                                 | João Batista       | 58,18 / 100,00 | 5 / 7      |
| Mesão Frio               |         | Partido Socialista                                       | Alberto Pereira    | 49,17 / 100,00 | 3 / 5      |
| Mondim de Basto          |         | Partido Socialista                                       | Humberto Cerqueira | 38,95 / 100,00 | 2 / 5      |
| Montalegre               |         | Partido Socialista                                       | Fernando Rodrigues | 59,99 / 100,00 | 5 / 7      |
| Murça                    |         | Partido Socialista                                       | João Fernandes     | 52,34 / 100,00 | 3 / 5      |
| Peso da Régua            |         | Partido Social Democrata                                 | Nuno Gonçalves     | 66,34 / 100,00 | 5 / 7      |
| Ribeira de Pena          |         | Coligação Partido Social Democrata–CDS – Partido Popular | Agostinho Pinto    | 62,39 / 100,00 | 3 / 5      |
| Sabrosa                  |         | Partido Socialista                                       | José Marques       | 67,20 / 100,00 | 4 / 5      |
| Santa Marta de Penaguião |         | Partido Socialista                                       | Francisco Ribeiro  | 64,32 / 100,00 | 4 / 5      |
| Valpaços                 |         | Partido Social Democrata                                 | Francisco Tavares  | 64,83 / 100,00 | 5 / 7      |
| Vila Pouca de Aguiar     |         | Partido Social Democrata                                 | Domingos Dias      | 53,24 / 100,00 | 4 / 7      |
| Vila Real                |         | Partido Social Democrata                                 | Manuel Martins     | 51,37 / 100,00 | 4 / 7      |

### Distrito de Viseu
| Concelho              | Partido | Partido                                                  | Presidente          | %              | Vereadores |
| --------------------- | ------- | -------------------------------------------------------- | ------------------- | -------------- | ---------- |
| Armamar               |         | Partido Social Democrata                                 | Hernâni Almeida     | 60,96 / 100,00 | 4 / 5      |
| Carregal do Sal       |         | Partido Social Democrata                                 | Atílio Nunes        | 43,59 / 100,00 | 4 / 7      |
| Castro Daire          |         | Partido Socialista                                       | José Pereira        | 44,01 / 100,00 | 4 / 7      |
| Cinfães               |         | Partido Socialista                                       | José Pinto          | 60,85 / 100,00 | 5 / 7      |
| Lamego                |         | Coligação Partido Social Democrata–CDS – Partido Popular | Francisco Lopes     | 63,50 / 100,00 | 6 / 7      |
| Mangualde             |         | Partido Socialista                                       | João de Azevedo     | 58,60 / 100,00 | 4 / 7      |
| Moimenta da Beira     |         | Partido Socialista                                       | José Ferreira       | 52,88 / 100,00 | 4 / 7      |
| Mortágua              |         | Partido Socialista                                       | Afonso Abrantes     | 59,99 / 100,00 | 5 / 7      |
| Nelas                 |         | Coligação Partido Social Democrata–CDS – Partido Popular | Isaura Pedro        | 56,32 / 100,00 | 5 / 7      |
| Oliveira de Frades    |         | Partido Social Democrata                                 | Luís de Vasconcelos | 70,71 / 100,00 | 4 / 5      |
| Penalva do Castelo    |         | Coligação Partido Social Democrata–CDS – Partido Popular | Leonídio Monteiro   | 48,10 / 100,00 | 3 / 5      |
| Penedono              |         | Partido Social Democrata                                 | António de Carvalho | 46,71 / 100,00 | 3 / 5      |
| Resende               |         | Partido Socialista                                       | António Borges      | 68,97 / 100,00 | 5 / 7      |
| Santa Comba Dão       |         | Partido Social Democrata                                 | João Lourenço       | 50,12 / 100,00 | 4 / 7      |
| São João da Pesqueira |         | Partido Social Democrata                                 | José Tulha          | 63,64 / 100,00 | 4 / 5      |
| São Pedro do Sul      |         | Partido Social Democrata                                 | António Figueiredo  | 58,56 / 100,00 | 5 / 7      |
| Sátão                 |         | Partido Social Democrata                                 | Alexandre Vaz       | 46,97 / 100,00 | 4 / 7      |
| Sernancelhe           |         | Partido Social Democrata                                 | José Cardoso        | 56,12 / 100,00 | 3 / 5      |
| Tabuaço               |         | Partido Socialista                                       | João Ribeiro        | 48,04 / 100,00 | 3 / 5      |
| Tarouca               |         | Partido Socialista                                       | Mário Ferreira      | 51,29 / 100,00 | 3 / 5      |
| Tondela               |         | Partido Social Democrata                                 | Carlos Marta        | 70,15 / 100,00 | 6 / 7      |
| Vila Nova de Paiva    |         | Partido Socialista                                       | José Ribeiro        | 42,82 / 100,00 | 2 / 5      |
| Viseu                 |         | Partido Social Democrata                                 | Fernando Ruas       | 62,06 / 100,00 | 7 / 9      |
| Vouzela               |         | Partido Social Democrata                                 | Armindo Ferreira    | 51,16 / 100,00 | 4 / 7      |

## Câmaras que mudaram de partido
| Concelho                     | 2005–2009                  | 2005–2009                                                                 | 2009–2013                  | 2009–2013                                                                                            |
| Concelho                     | Partido                    | Partido                                                                   | Partido                    | Partido                                                                                              |
| Região Autónoma dos Açores   | Região Autónoma dos Açores | Região Autónoma dos Açores                                                | Região Autónoma dos Açores | Região Autónoma dos Açores                                                                           |
| ---------------------------- | -------------------------- | ------------------------------------------------------------------------- | -------------------------- | --- |
| Lajes do Pico                |                            | Partido Social Democrata                                                  |                            | Partido Socialista                                                                                   |
| Povoação                     |                            | Partido Social Democrata                                                  |                            | Partido Socialista                                                                                   |
| Santa Cruz da Graciosa       |                            | Partido Social Democrata                                                  |                            | Partido Socialista                                                                                   |
| Velas                        |                            | Partido Social Democrata                                                  |                            | Partido Socialista                                                                                   |
| Vila do Porto                |                            | Partido Socialista                                                        |                            | Partido Social Democrata                                                                             |
| Vila Franca do Campo         |                            | Partido Social Democrata                                                  |                            | Partido Socialista                                                                                   |
| Distrito de Aveiro           |                            |                                                                           |                            | |
| Castelo de Paiva             |                            | Partido Social Democrata                                                  |                            | Partido Socialista                                                                                   |
| Espinho                      |                            | Partido Socialista                                                        |                            | Partido Social Democrata                                                                             |
| Distrito de Beja             |                            |                                                                           |                            | |
| Aljustrel                    |                            | CDU – Coligação Democrática Unitária                                      |                            | Partido Socialista                                                                                   |
| Alvito                       |                            | Grupo de cidadãos eleitores Movimento Independente (M.I.)                 |                            | CDU – Coligação Democrática Unitária                                                                 |
| Beja                         |                            | CDU – Coligação Democrática Unitária                                      |                            | Partido Socialista                                                                                   |
| Distrito de Braga            |                            |                                                                           |                            | |
| Amares                       |                            | Partido Socialista                                                        |                            | Grupo de cidadãos eleitores José Barbosa – Amares Primeiro                                           |
| Barcelos                     |                            | Partido Social Democrata                                                  |                            | Partido Socialista                                                                                   |
| Terras de Bouro              |                            | Partido Social Democrata                                                  |                            | Partido Socialista                                                                                   |
| Vieira do Minho              |                            | Coligação Partido Social Democrata–CDS – Partido Popular                  |                            | Partido Socialista                                                                                   |
| Distrito de Bragança         |                            |                                                                           |                            | |
| Alfândega da Fé              |                            | Partido Social Democrata                                                  |                            | Partido Socialista                                                                                   |
| Carrazeda de Ansiães         |                            | Partido Social Democrata                                                  |                            | Coligação Partido Social Democrata–CDS – Partido Popular                                             |
| Macedo de Cavaleiros         |                            | Partido Social Democrata                                                  |                            | Coligação Partido Social Democrata–CDS – Partido Popular                                             |
| Miranda do Douro             |                            | Partido Social Democrata                                                  |                            | Partido Socialista                                                                                   |
| Distrito de Castelo Branco   |                            |                                                                           |                            | |
| Sertã                        |                            | Partido Socialista                                                        |                            | Partido Social Democrata                                                                             |
| Distrito de Coimbra          |                            |                                                                           |                            | |
| Figueira da Foz              |                            | Partido Social Democrata                                                  |                            | Partido Socialista                                                                                   |
| Oliveira do Hospital         |                            | Partido Social Democrata                                                  |                            | Partido Socialista                                                                                   |
| Penacova                     |                            | Partido Social Democrata                                                  |                            | Partido Socialista                                                                                   |
| Distrito de Évora            |                            |                                                                           |                            | |
| Alandroal                    |                            | Partido Socialista                                                        |                            | Grupo de cidadãos eleitores Movimento Unidade Desenvolvimento de Alandroal                           |
| Estremoz                     |                            | Partido Socialista                                                        |                            | Grupo de cidadãos eleitores Movimento Independente por Estremoz                                      |
| Viana do Alentejo            |                            | CDU – Coligação Democrática Unitária                                      |                            | Partido Socialista                                                                                   |
| Vila Viçosa                  |                            | CDU – Coligação Democrática Unitária                                      |                            | Partido Socialista                                                                                   |
| Distrito de Faro             |                            |                                                                           |                            | |
| Faro                         |                            | Partido Socialista                                                        |                            | Coligação Partido Social Democrata–CDS – Partido Popular–Partido Popular Monárquico–Partido da Terra |
| Monchique                    |                            | Partido Socialista                                                        |                            | Partido Social Democrata                                                                             |
| Tavira                       |                            | Partido Social Democrata                                                  |                            | Partido Socialista                                                                                   |
| Vila do Bispo                |                            | Partido Social Democrata                                                  |                            | Partido Socialista                                                                                   |
| Distrito da Guarda           |                            |                                                                           |                            | |
| Almeida                      |                            | Partido Social Democrata                                                  |                            | Coligação Partido Social Democrata–CDS – Partido Popular                                             |
| Manteigas                    |                            | Partido Social Democrata                                                  |                            | Partido Socialista                                                                                   |
| Mêda                         |                            | Partido Social Democrata                                                  |                            | Partido Socialista                                                                                   |
| Vila Nova de Foz Coa         |                            | Partido Socialista                                                        |                            | Partido Social Democrata                                                                             |
| Distrito de Leiria           |                            |                                                                           |                            | |
| Leiria                       |                            | Partido Social Democrata                                                  |                            | Partido Socialista                                                                                   |
| Marinha Grande               |                            | CDU – Coligação Democrática Unitária                                      |                            | Partido Socialista                                                                                   |
| Distrito de Lisboa           |                            |                                                                           |                            | |
| Lisboa                       |                            | Partido Social Democrata                                                  |                            | Partido Socialista                                                                                   |
| Distrito de Portalegre       |                            |                                                                           |                            | |
| Alter do Chão                |                            | Coligação Partido Social Democrata–CDS – Partido Popular                  |                            | Partido Social Democrata                                                                             |
| Arronches                    |                            | Partido Socialista                                                        |                            | Partido Social Democrata                                                                             |
| Crato                        |                            | Partido Socialista                                                        |                            | CDU – Coligação Democrática Unitária                                                                 |
| Monforte                     |                            | CDU – Coligação Democrática Unitária                                      |                            | Partido Socialista                                                                                   |
| Distrito do Porto            |                            |                                                                           |                            | |
| Felgueiras                   |                            | Grupo de cidadãos eleitores Lista Independente – Sempre Presente          |                            | Coligação Partido Social Democrata–CDS – Partido Popular                                             |
| Maia                         |                            | Coligação Partido Social Democrata–CDS – Partido Popular                  |                            | Partido Social Democrata                                                                             |
| Trofa                        |                            | Partido Social Democrata                                                  |                            | Partido Socialista                                                                                   |
| Valongo                      |                            | Partido Social Democrata                                                  |                            | Coligação Partido Social Democrata–CDS – Partido Popular                                             |
| Distrito de Santarém         |                            |                                                                           |                            | |
| Alcanena                     |                            | Grupo de cidadãos eleitores Independentes pelo Concelho de Alcanena – ICA |                            | Partido Socialista                                                                                   |
| Alpiarça                     |                            | Partido Socialista                                                        |                            | CDU – Coligação Democrática Unitária                                                                 |
| Ourém                        |                            | Partido Social Democrata                                                  |                            | Partido Socialista                                                                                   |
| Rio Maior                    |                            | Partido Socialista                                                        |                            | Coligação Partido Social Democrata–CDS – Partido Popular                                             |
| Distrito de Setúbal          |                            |                                                                           |                            | |
| Sines                        |                            | CDU – Coligação Democrática Unitária                                      |                            | Grupo de cidadãos eleitores Sines Interessa Mais                                                     |
| Distrito de Viana do Castelo |                            |                                                                           |                            | |
| Valença                      |                            | Partido Socialista                                                        |                            | Partido Social Democrata                                                                             |
| Distrito de Vila Real        |                            |                                                                           |                            | |
| Mesão Frio                   |                            | Partido Social Democrata                                                  |                            | Partido Socialista                                                                                   |
| Mondim de Basto              |                            | Partido Social Democrata                                                  |                            | Partido Socialista                                                                                   |
| Sabrosa                      |                            | Grupo de cidadãos eleitores Independentes Unidos pelo Concelho de Sabrosa |                            | Partido Socialista                                                                                   |
| Vila Pouca de Aguiar         |                            | Coligação Partido Social Democrata–CDS – Partido Popular                  |                            | Partido Social Democrata                                                                             |
| Distrito de Viseu            |                            |                                                                           |                            | |
| Castro Daire                 |                            | Partido Social Democrata                                                  |                            | Partido Socialista                                                                                   |
| Mangualde                    |                            | Partido Social Democrata                                                  |                            | Partido Socialista                                                                                   |
| Moimenta da Beira            |                            | Partido Social Democrata                                                  |                            | Partido Socialista                                                                                   |
| Santa Comba Dão              |                            | Coligação Partido Social Democrata–CDS – Partido Popular                  |                            | Partido Social Democrata                                                                             |
| Tabuaço                      |                            | Partido Social Democrata                                                  |                            | Partido Socialista                                                                                   |
| Vila Nova de Paiva           |                            | Partido Social Democrata                                                  |                            | Partido Socialista                                                                                   |

| Eleições autárquicas portuguesas de 2009 Distritos: Aveiro \| Beja \| Braga \| Bragança \| Castelo Branco \| Coimbra \| Évora \| Faro \| Guarda \| Leiria \| Lisboa \| Portalegre \| Porto \| Santarém \| Setúbal \| Viana do Castelo \| Vila Real \| Viseu \| Açores \| Madeira |